# Partito Socialista Italiano (2007)
Il Partito Socialista Italiano (PSI) è un partito politico italiano di ispirazione riformista e socialdemocratica fondato il 5 ottobre 2007, che si dichiara in continuità con l'omonima formazione sciolta Il 12 novembre 1994.
Inizialmente lanciato con il nome di Partito Socialista, il congresso fondativo si svolse fra il 4 e il 6 luglio 2008 e Il 7 ottobre 2009 assunse l'attuale denominazione.
A livello internazionale aderisce all'Internazionale Socialista e al Partito del Socialismo Europeo.

## Storia

### Processo costitutivo

#### Gli incontri di Pietrasanta e Bertinoro
Un primo input arriva il 30 ottobre 2006 da Pietrasanta, dove si svolge un'assemblea dei movimenti di area socialista, liberale e laica promossa dal Circolo Rosselli e da Domani Socialista, con l'intento di promuovere la costruzione di un fiero Partito del Socialismo Italiano.
Il 3 e il 4 marzo 2007 nella rocca di Bertinoro, sollecitato da Lanfranco Turci e Rino Formica, si riunisce il mondo «laico, liberale e socialista» per uscire dalla situazione di stallo della Rosa nel Pugno e ricomporre finalmente la diaspora. In quest'occasione Turci e Formica lanciano l'idea di una costituente.

#### Gli scenari successivi

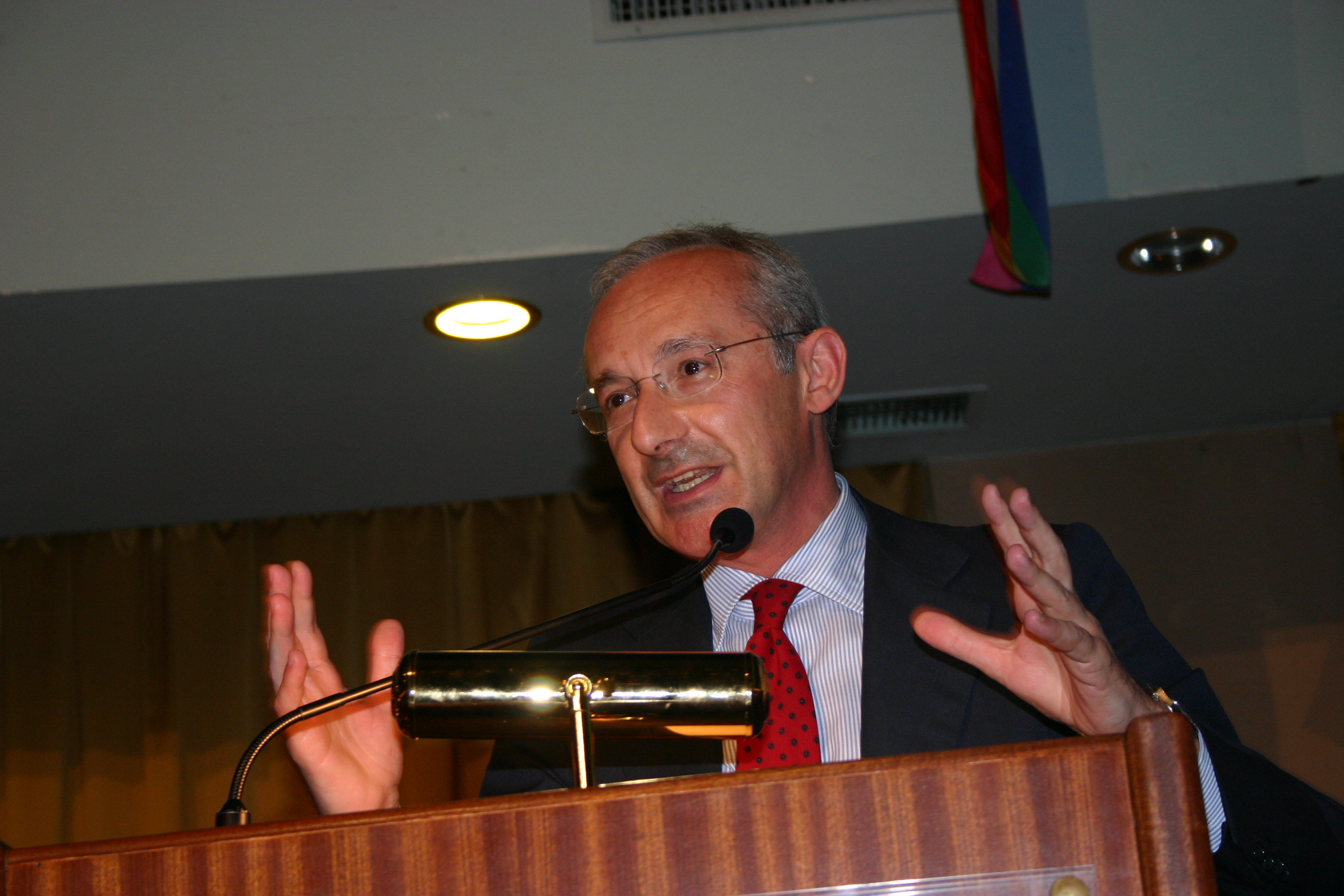
Enrico Boselli

Dal V Congresso dei Socialisti Democratici Italiani, convocato in forma straordinaria ad aprile 2007, emerge inoltre una posizione totalmente diversa rispetto all'invito di aderire al Partito Democratico, considerato un «compromesso storico bonsai», un accordo tra i Democratici di Sinistra, di cultura post-comunista, e La Margherita, «un partito cattolico diretto verso lidi confessionali».
Ragion per cui, nonostante le pressanti richiese giunte da Romano Prodi di aderire al progetto del Partito Democratico, Boselli dichiara aperta la «Costituente Socialista», fissando un appuntamento all'autunno 2007 per realizzarne la fase conclusiva. In quell'occasione egli affermò:
(Enrico Boselli, V Congresso dei Socialisti Democratici Italiani, 13 aprile 2007)
All'assise sono presenti Fabio Mussi e Gavino Angius, potenzialmente interessati al progetto.
Il 23 maggio 2007, Ottaviano Del Turco, già ministro ed europarlamentare dello SDI, presidente in carica della Regione Abruzzo, che si era espresso favorevolmente all'adesione dello SDI al Partito Democratico, prendendo atto delle conclusioni del congresso nazionale, formalizza l'abbandono del partito per aderire al comitato promotore del nascente PD.

#### Le vicende del Nuovo PSI e la scissione

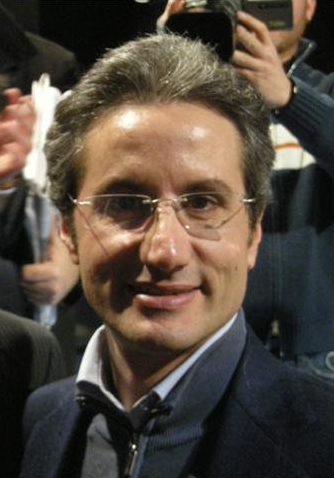
Stefano Caldoro, il leader della corrente del Nuovo PSI che si separerà dal percorso della «Costituente Socialista» e si costituirà poi come partito autonomo all'interno della Casa delle Libertà e, successivamente, nel PdL.

Il Congresso del Nuovo PSI è convocato dal Consiglio Nazionale per il 23 e 24 giugno 2007 (al termine di una riunione burrascosa e piena di scontri).
Il 26 maggio Gianni De Michelis riconvoca il Consiglio Nazionale, convinto da un ricorso di alcuni membri della direzione, secondo i quali il termine per la presentazione delle mozioni sarebbe stato fissato illegittimamente. De Michelis, accogliendo il ricorso, stabilisce dunque una nuova data: il 7 e 8 luglio.
L'area riconducibile a Stefano Caldoro decide di proseguire nello svolgimento del congresso del 23-24 giugno all'Hotel Midas di Roma, come inizialmente prefissato, al termine del quale lo stesso Caldoro sarà eletto segretario del Nuovo PSI, manifestando la netta vicinanza politica e ideologica con la Casa delle Libertà e il centrodestra italiano.
Due settimane più tardi – come deciso – si svolge il congresso della componente di De Michelis che approva la sua mozione con la quale aderisce alla «Costituente Socialista» proposta da Boselli, abbandonando così la Casa delle Libertà.
Questo congresso elegge segretario nazionale Mauro Del Bue, mentre De Michelis viene proclamato presidente.
Tali posizioni vengono condivise dall'europarlamentare Alessandro Battilocchio e dagli altri rappresentanti del Partito Socialista Europeo.
Il 7 e 8 luglio si svolge a Chianciano la cosiddetta «Bertinoro 2» che vede – come per il primo convegno – a partecipazione di tutti i rappresentanti dei partiti e dei movimenti interessati al progetto, che ratifica la conclusione del primo passo verso la costruzione di una nuova forza politica «laica, liberale e socialista», così come si era deciso a Bertinoro.

#### Il cammino dellaCostituente socialista
Il 14 luglio (anniversario della presa della Bastiglia e della fondazione della Seconda Internazionale) del 2007, all'Auditorium del Massimo a Roma, si aprono i lavori della Costituente socialista con l'obiettivo di ricreare in Italia una forza unitaria "socialista" che coinvolga tutte le personalità laiche, socialiste e riformiste, oltre a ricomporre la diaspora causata dallo scioglimento del Partito Socialista Italiano nel 1994.
La manifestazione vede la partecipazione di una numerosa platea di vecchi e nuovi "compagni" ed è introdotta dall'intervento della presidente dell'Internazionale Socialista-Donne, Pia Locatelli.
A conclusione della giornata si ha la firma simbolica da parte di tutti gli intervenuti di una "dichiarazione di intenti", illustrata dai rappresentanti delle federazioni giovanili dei partiti aderenti.

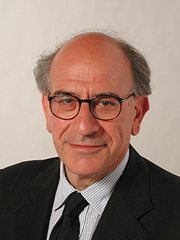
Gavino Angius fu uno dei principali sostenitori della "Costituente Socialista"

Gavino Angius, in una lettera in occasione della Costituente Socialista, scrive:
(Gavino Angius, lettera in occasione della Costituente Socialista, 14 luglio 2007)
Il 31 agosto l'Unità e Il Riformista pubblicano un appello, "Per un partito del socialismo europeo in Italia", firmato da Enrico Boselli, nonché da Gavino Angius e Valdo Spini, i quali ultimi, formalmente, abbandonano Sinistra Democratica per aderire alla Costituente.
Il 5 e 6 ottobre si svolge a Roma la conferenza programmatica dal titolo (ironicamente riferito alle vicende del Partito Democratico) "Le primarie delle idee".
Al progetto, promosso dai Socialisti Democratici Italiani di Enrico Boselli, aderiscono I Socialisti Italiani di Bobo Craxi e Saverio Zavettieri, la componente del Nuovo PSI facente capo a Gianni De Michelis e Mauro Del Bue, l'associazione Democrazia e Socialismo di Gavino Angius e Valdo Spini, alcuni fuoriusciti da Sinistra Democratica, l'associazione Socialismo è Libertà di Rino Formica, l'Associazione Nazionale per la Rosa nel Pugno guidata da Lanfranco Turci, la Costituente Laica Liberal-Socialista, alcuni dissidenti di altri partiti, come la ex DL Cinzia Dato e l'ex DS Roberto Barbieri.
Alla conferenza partecipano anche personalità del mondo accademico, tra cui Luciano Pellicani e Pietro Ichino.
Vi sono anche rappresentanti del mondo sindacale (su tutti il segretario della UIL Luigi Angeletti), il presidente del Partito del Socialismo Europeo, Poul Rasmussen e compiaciute delegazioni del Partito Socialdemocratico di Germania e del PSOE.
L'intento di tutti i partecipanti è quello di ricomporre la diaspora socialista, conseguenza dello scioglimento del PSI storico, per dotare l'Italia di un partito della sinistra riformista che abbia nel socialismo europeo il proprio riferimento e che faccia vivere i principi del socialismo democratico liberale, realizzando una politica di allargamento dei diritti civili e sociali.
In questa occasione vengono indicate tre personalità del passato come riferimento per i programmi del nuovo partito: Marco Biagi, Loris Fortuna e Giuseppe Di Vittorio.
Il 24 luglio 2007 si riunisce per la prima volta il comitato promotore il quale, integrato dalle adesioni successive, è composto da: Gavino Angius, Roberto Barbieri, Enrico Boselli, Bobo Craxi, Cinzia Dato, Mauro Del Bue, Gianni De Michelis, Rino Formica, Franco Grillini, Ugo Intini, Pia Locatelli, Alberto Nigra, Gianfranco Schietroma, Valdo Spini, Lanfranco Turci, Roberto Villetti, Saverio Zavettieri.

Mauro Del Bue

Il comitato promotore è affiancato da un comitato organizzatore, composto da: Rapisardo Antinucci, Alberto Nigra, Franco Benaglia, Antonio Demitry, Rosario De Maio, Antonio Perini e Massimo Perna. A quest'ultimo viene affidato il compito di coordinare il lavoro operativo per condurre la costituente al congresso fondativo.
Con l'adesione al progetto dei "fuoriusciti" da Sinistra Democratica è garantita la presenza socialista anche al Senato come componente del Gruppo misto.
Nel novembre 2007 I Socialisti Italiani, data la non condivisione del segretario Zavettieri delle finalità e della metodologia del progetto costituente, non sottoscrivono l'accordo costitutivo del partito; in disaccordo con questa decisione, Bobo Craxi e Franco Simone abbandonano i SI.
Alla Camera, dal 18 dicembre 2007, il gruppo della Rosa nel Pugno cambia nome in Socialisti e Radicali-RnP, al fine di consentire l'ingresso dei deputati non eletti nella lista radical-socialista.

### Elezioni politiche del 2008
Il processo costituente subisce una brusca frenata a causa dell'anticipato appuntamento elettorale: la caduta del governo Prodi provoca uno sconvolgimento nel sistema italiano che porta tutte le forze politiche a rivedere le proprie alleanze. In quest'ottica il Partito Socialista cerca un dialogo con il Partito Democratico, rivendicando nel contempo la propria autonomia.
In seguito – a causa del rifiuto di apparentamento da parte del PD di Walter Veltroni (concesso invece alla sola lista di "Italia dei Valori" di Antonio Di Pietro) – Boselli annuncia la corsa solitaria dei socialisti, da soli e al di fuori di ogni coalizione.

#### Il programma

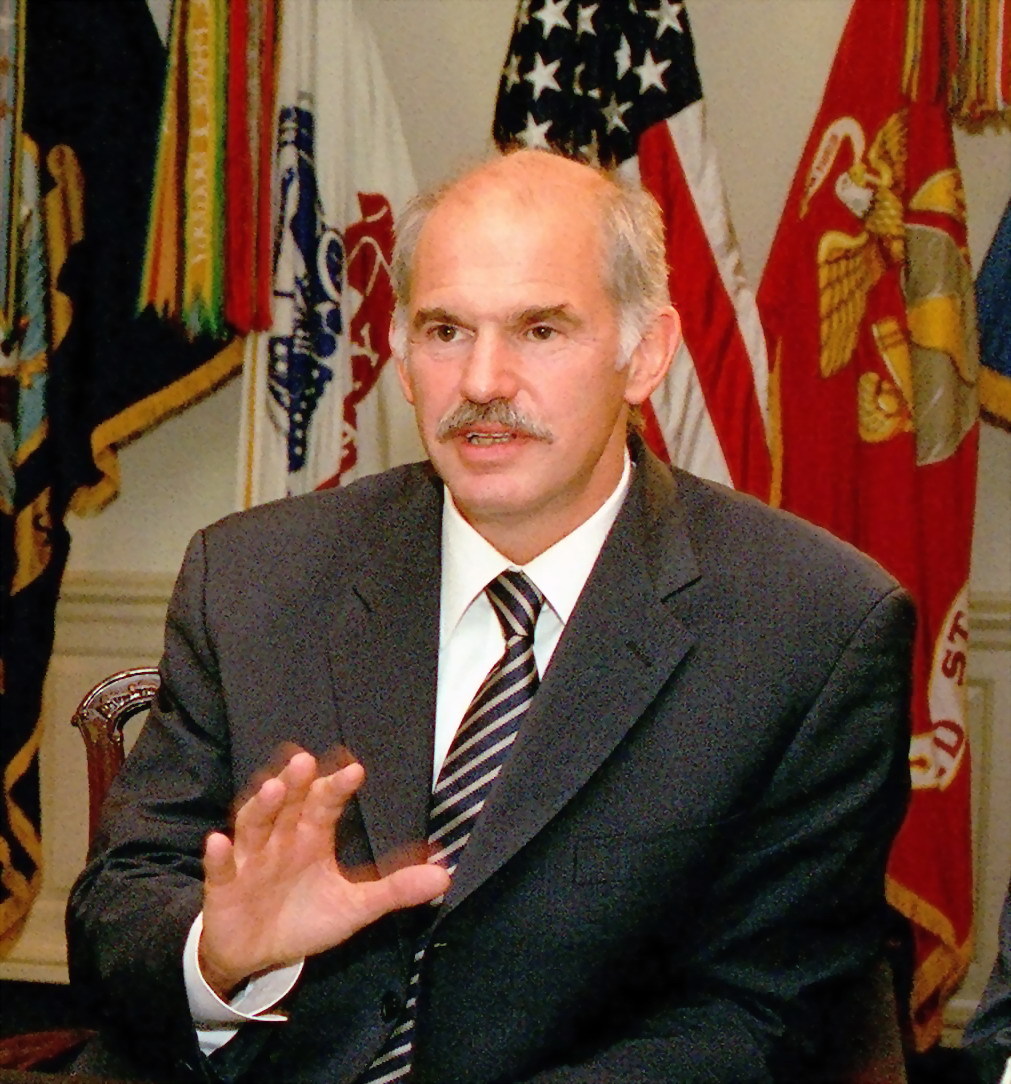
George Papandreou

L'8 marzo, constatata l'impossibilità di allearsi col PD, viene resa ufficiale l'intenzione dei socialisti di correre da soli con un proprio candidato premier e con un proprio programma (dal titolo "Per un'Italia laica, civile e moderna") presentato lo stesso giorno in una manifestazione a Roma alla quale partecipa, con un video, George Papandreou, che annuncia l'appoggio al partito da parte dell'Internazionale Socialista, di cui è presidente.
Proprio i riferimenti internazionali rappresentano uno dei punti maggiori della propaganda elettorale, con particolare attenzione alla situazione spagnola e alla forte affermazione di Zapatero.
La proposta programmatica pone innanzitutto l'accento sulle tragedie delle "morti bianche"; a tal proposito si auspica l'istituzione di un fondo speciale per le famiglie dei caduti sul lavoro.
Altri punti riguardano: la necessità di un aumento della spesa pubblica e privata sulla ricerca, le liberalizzazioni da attuare (a partire dalle assicurazioni), la difesa della scuola pubblica, l'introduzione del reddito minimo garantito, l'unità politica dell'Europa sulla base del federalismo democratico e del principio di sussidiarietà, il rifiuto di pericolose forme di discriminazione.
Sulla laicità e i diritti civili, invece, è stato presentato agli elettori un "Patto laico" con cui il Partito Socialista si impegna a promuovere il divorzio breve, le unioni civili, la difesa della legge 194 sull'aborto, l'introduzione legale della "pillola del giorno dopo" e di altri anticoncezionali, una legge su procreazione assistita e una sul testamento biologico, ribadendo il diritto di ogni essere umano a decidere della propria vita.
La questione ambientale, invece, è trattata dal "Manifesto eco-socialista" costituito di 10 punti su clima, energia, rifiuti e inquinamento. All'interno di tale documento è presentata la tutela dell'ambiente come «l'aspetto fondamentale per uno sviluppo sostenibile», e si propongono investimenti su fonti di energia alternative (fotovoltaico ed eolico) e su modelli di autoproduzione energetica.

#### Campagna elettorale
Il Partito Socialista comincia fin dai primi giorni una propaganda di forte impatto attraverso il portale internet siamoincazzati.com e con una serie di manifesti aventi come oggetto alcuni dei temi principali del programma socialista (difesa dei lavoratori, lotta al precariato, diritti civili, condizione delle donne e dei pensionati).
Il taglio "aggressivo" e deciso viene confermato nelle fasi successive della campagna elettorale nella quale sono sottolineati gli aspetti principali del programma. Su laicità e diritti civili, ad esempio, è proposta a Roma la candidatura a sindaco di Franco Grillini, appoggiata dall'Arcigay e contrapposta sul piano programmatico a quella «troppo confessionale» di Francesco Rutelli.
Una delle costanti del periodo elettorale è la protesta contro i mezzi di informazione, rei di aver oscurato il Partito Socialista in favore del "duopolio" PD-PdL, culminata nel clamoroso abbandono da parte di Boselli della trasmissione Porta a porta e in una successiva protesta davanti alla sede della RAI.
Un'altra scelta che suscita molto scalpore e reazioni contrastanti è la messa in onda di uno spot televisivo con oggetto la figura di Gesù, «definito il primo socialista della storia».
Il 26 marzo Enrico Boselli comincia da Porta Pia il tour in giro per l'Italia con un TIR su cui campeggia lo slogan «Corre il vento socialista».

#### L'insuccesso elettorale e le dimissioni di Boselli
Alle elezioni politiche in Italia del 2008, il Partito Socialista ottiene lo 0,98% alla Camera e lo 0,87% al Senato. Non è eletto alcun parlamentare presentatosi nelle liste del partito. Il PSI ha però appoggiato quattro candidati di centrosinistra nei collegi senatoriali del Trentino-Alto Adige, due di questi candidati sono stati eletti, uno del PD e uno della Südtiroler Volkspartei.
A seguito della débâcle elettorale Enrico Boselli presenta le sue dimissioni dalla guida del partito e viene annunciata la convocazione del congresso di fondazione per i giorni 4-5-6 luglio 2008.

### Primo congresso (2008)

#### Le tre mozioni da discutere
Esse propongono linee diverse:

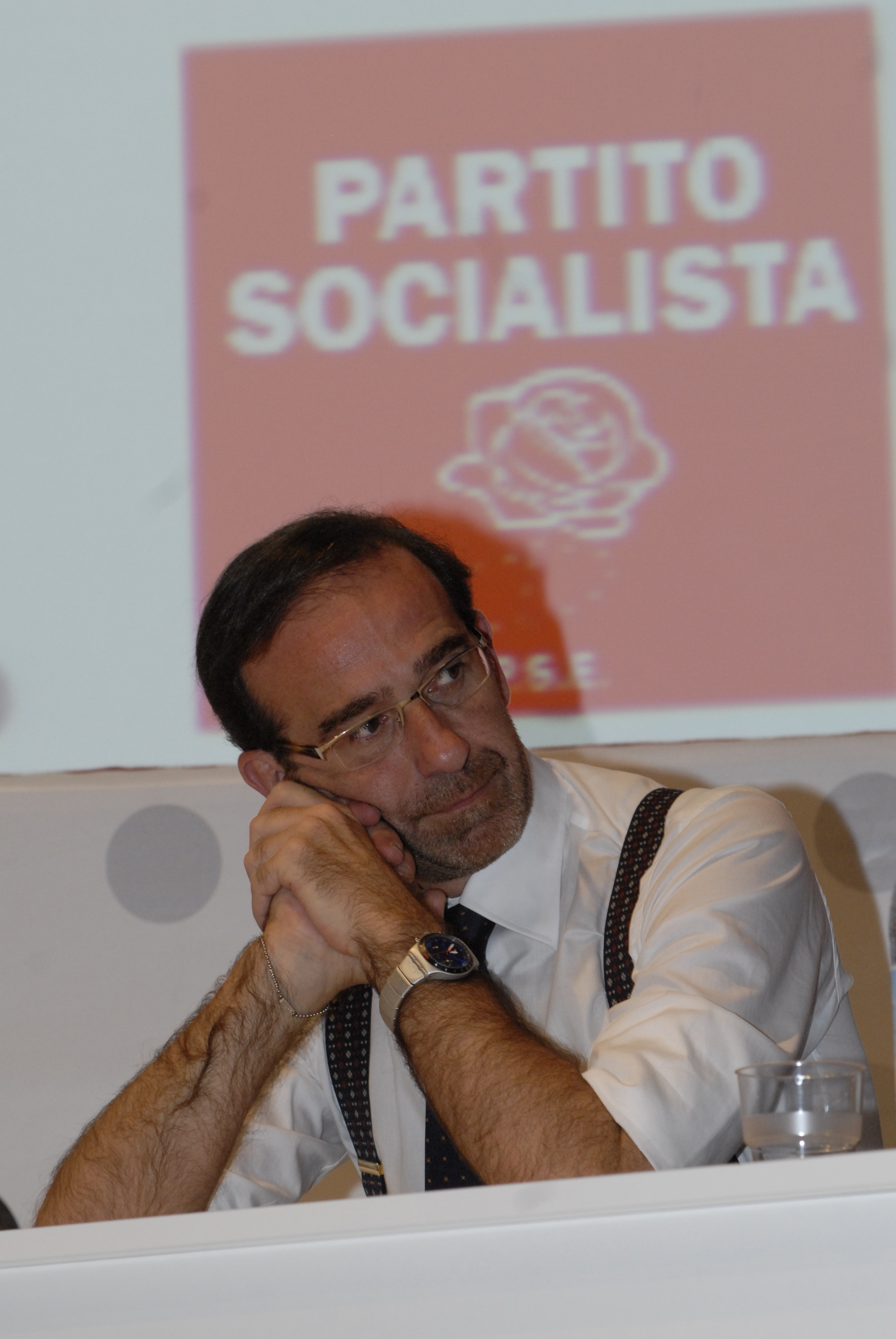
Riccardo Nencini, segretario nazionale eletto nel 2008

1. Progetto e Ricambio: elaborata dalla sinistra del partito e costituita principalmente dal gruppo Unità, identità ed autonomia socialista, mira a mantenere piena autonomia e libertà di scelta. Principali esponenti erano Angelo Sollazzo e Nerio Nesi.[67]
2. Prima la politica propone Pia Locatelli alla segreteria, mira a ricucire un dialogo con i Radicali Italiani e a interloquire con profitto con le altre forze di sinistra, partendo dalla piattaforma dell'assemblea dei mille tenutasi i primi di maggio a Chianciano e voluta da Marco Pannella e Mauro Del Bue, firmatario della mozione.[68] Gli altri erano Lanfranco Turci, Franco Grillini e Francesco Mosca.[69]
3. Un nuovo inizio per il Partito socialista: appoggiata dalla gran parte degli amministratori locali, propone Riccardo Nencini alla segreteria e si prefigge l'apertura di una fase di collaborazione con il Partito Democratico, coinvolgendo anche il PRI, il PLI e l'UDC. Principali esponenti erano Gianni De Michelis, Gavino Angius e Valdo Spini.[70]

#### La votazione finale: Nencini segretario
I lavori si aprono con delle parentesi di storia e attualità attraverso dei video e delle relazioni sulla Primavera di Praga, sulla pena di morte e sulla situazione del Tibet, a cui segue la presentazione delle mozioni.
Il secondo giorno è quello del dibattito congressuale e degli interventi di delegati e rappresentanti degli altri partiti. Particolare attenzione è data all'intervento di Walter Veltroni, leader del PD, che, pur accolto dalla platea con fischi e contestazioni, ha invitato a ricostruire il rapporto tra PSI e PD, basandosi sulla presunta base comune del riformismo di centrosinistra.
Il 5 luglio 2008, dopo che i firmatari della prima mozione assicurarono la confluenza dei voti dei propri delegati in favore della terza mozione e a seguito del ritiro della candidatura di Pia Locatelli, il partito approva un documento politico unitario e vota all'unanimità l'elezione a segretario nazionale di Riccardo Nencini.

### Il PS di Nencini
Su l'Unità del 29 settembre 2008 Gavino Angius annuncia il suo avvicinamento al Partito Democratico e la conseguente uscita dal Partito Socialista, ritenuto un «progetto fallito». Insieme con lui decide l'uscita dal PS l'intero gruppo di Democrazia e Socialismo, associazione composta prevalentemente dai sostenitori della terza mozione dell'ultimo congresso dei Democratici di Sinistra, fra cui Franco Grillini, Accursio Montalbano e Alberto Nigra.
Nell'ottobre 2008 riprende l'azione di protesta contro l'oscuramento del partito sulle reti RAI: il 3 ottobre il segretario Nencini incomincia uno sciopero della fame e il 9 ottobre viene ricevuto dal presidente della Repubblica Giorgio Napolitano.
Il 25 ottobre 2008 il Partito Socialista scende in piazza nella manifestazione promossa dal Partito Democratico segnando una distensione nei rapporti col PD dopo la rottura delle ultime elezioni politiche.

### Elezioni europee del 2009: Sinistra e Libertà

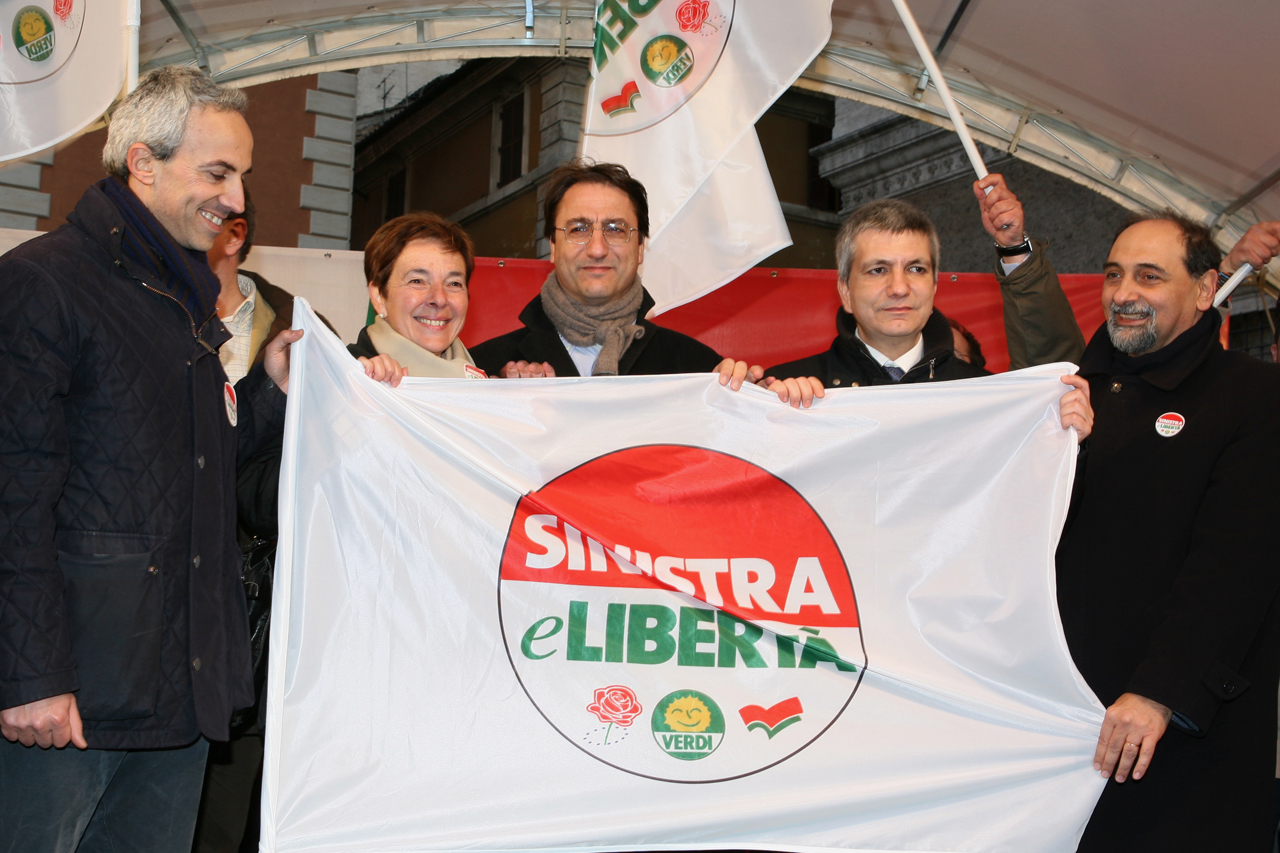
Il simbolo elettorale dell'alleanza «Sinistra e Libertà», presentato nel marzo del 2009

Il PS torna a criticare i Democratici per l'approvazione da parte del PD, d'accordo col PdL, di una nuova legge elettorale per le europee con sbarramento al 4%. A seguito di ciò e in vista delle elezioni europee del 2009 il Partito Socialista stringe un'alleanza con Sinistra Democratica, il Movimento per la Sinistra, i Verdi e Unire la Sinistra, per costituire una lista comune chiamata Sinistra e Libertà (SL), «laica e di sinistra», che nelle intenzioni del PS doveva essere aperta anche ai Radicali, e che viene presentata il 16 marzo.
Nelle elezioni del 6 e 7 giugno 2009, i 15 candidati del PSI in Sinistra e Libertà raccolgono complessivamente 127 435 preferenze: il più votato risulta essere Marco Di Lello con 42.480 preferenze.
La lista nel suo complesso, pur raggiungendo il 3,13% dei voti, non riesce a eleggere alcun parlamentare europeo.

### Scissione di Craxi e fine dell'alleanza con Sinistra e Libertà

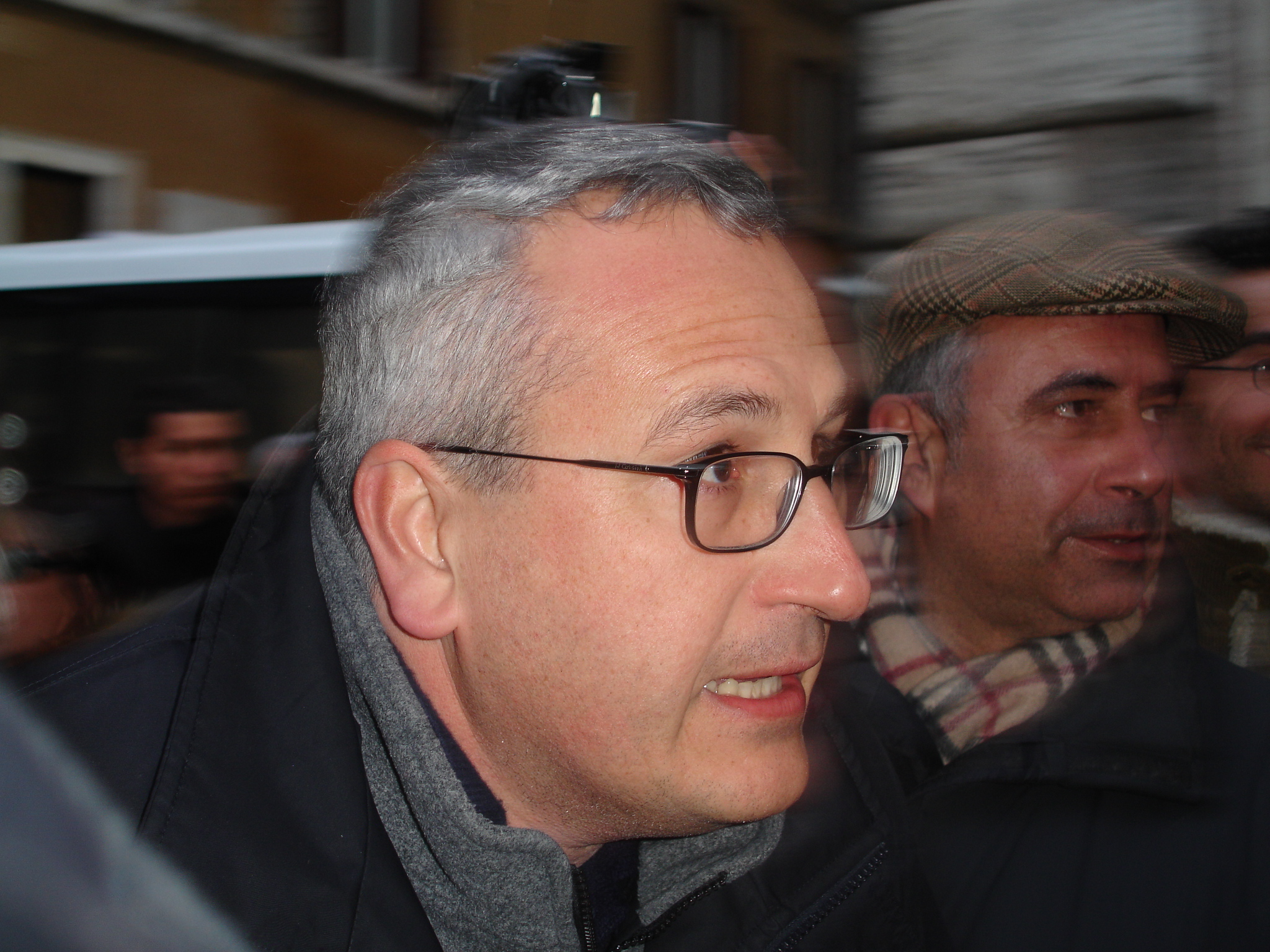
Bobo Craxi fu nettamente contrario all'alleanza politica «Sinistra e Libertà» e arrivò a costituire un partito autonomo che poi rientrò nel PSI l'anno successivo

Dopo mesi di disagio, l'11 settembre 2009 Bobo Craxi e altri annunciano per il successivo 10 ottobre un «congresso nazionale dei socialisti autonomisti», cioè di quei socialisti contrari alla confluenza in Sinistra e Libertà. Dal congresso nascono i Socialisti Uniti - PSI.
Il 14 novembre 2009 il segretario Nencini annuncia che la coalizione con i partiti di Sinistra e Libertà è conclusa.

### Ritorno al «Partito Socialista Italiano» e ricomposizione della scissione di Craxi
Nello stesso anno il partito decise di assumere nuovamente, su proposta di Nencini, il nome di Partito Socialista Italiano.
A febbraio 2010 pare ricomposta la divisione con la componente di Bobo Craxi: il partito annuncia infatti che l'ex sottosegretario agli Esteri resta nel PSI avendo rinnovato la tessera.

### Elezioni regionali del 2010
In occasione delle elezioni regionali del 2010 il PSI appoggia ovunque i candidati del centro-sinistra, presentandosi con il proprio simbolo in Lombardia, nel Lazio e in Basilicata e giungendo nelle altre regioni ad accordi elettorali con altri partiti. In particolare: in Puglia, Veneto, Campania e Calabria si presenta con Sinistra Ecologia Libertà (in Puglia nella lista di SEL e nelle altre Regioni lista comune SEL-PSI); in Toscana e in Emilia-Romagna esprime propri candidati all'interno del Partito Democratico; in Piemonte promuove una lista comune con i Socialisti Uniti - PSI; nelle Marche e in Umbria si federa con alcuni movimenti minori.
Alla fine il partito elegge 14 consiglieri regionali, raccogliendo il più elevato numero di eletti tra i partiti cosiddetti «minori» e classificandosi terzo nel centro-sinistra dopo il PD e l'IdV.
La metà dei suoi consiglieri regionali, però, vengono eletti nelle liste di SEL, e aderiscono ai suoi gruppi consiliari.

### Il secondo congresso (2010)
Il secondo congresso nazionale del PSI si tiene a Perugia dal 9 all'11 luglio 2010.
Tra gli invitati figurano: Pier Luigi Bersani (segretario nazionale del PD), Pier Ferdinando Casini (leader dell'UDC), Francesco Rutelli (Alleanza per l'Italia), Angelo Bonelli (Federazione dei Verdi), Mario Staderini (segretario nazionale dei Radicali Italiani), Paolo Ferrero (Rifondazione Comunista), Maurizio Sacconi (Ministro del Lavoro), Guglielmo Epifani (CGIL) e Carmelo Barbagallo (UIL).
Il 10 luglio Nencini è riconfermato segretario a larga maggioranza, con 11 voti contrari e 4 astenuti su 649.
Il 28 gennaio 2011, in occasione del congresso regionale del PSI della Puglia, Onofrio Introna (consigliere regionale del PSI e presidente del consiglio regionale pugliese) dichiara che non intende rinnovare la tessera del partito per il 2011.
Nell'aprile 2011 il consiglio nazionale del PSI, riunito a Reggio Emilia, decide di inserire il tricolore nel simbolo del partito, in onore del 150º anniversario dell'Unità d'Italia.
Il 28 luglio 2011, dopo una lunga militanza in Forza Italia, aderisce al movimento l'ex ministro della Famiglia del Governo Berlusconi I ed ex sottosegretario alla Salute nei governi Berlusconi II e III Antonio Guidi.
Nel 2011 il senatore Carlo Vizzini, già segretario del Partito Socialista Democratico Italiano e Presidente della Commissione Affari Costituzionali del Senato, lascia Il Popolo della Libertà e aderisce al PSI, che torna così ad avere una rappresentanza parlamentare dopo tre anni.
Alle elezioni regionali in Molise del 2011 il partito elegge un consigliere regionale, all'interno della coalizione di centro-sinistra.

### Italia. Bene Comuneed elezioni politiche del 2013

Italia. Bene Comune, il logo dell'alleanza politica tra Partito Democratico, Sinistra Ecologia Libertà, Centro Democratico e Partito Socialista Italiano per le elezioni politiche del 2013

Il partito riacquista visibilità nell'ottobre 2012, quando il Segretario Nencini firma, insieme con Pier Luigi Bersani e Nichi Vendola, la Carta d'Intenti in vista delle elezioni politiche del 2013, dando vita alla coalizione di centro-sinistra detta Italia. Bene Comune.
In occasione delle elezioni primarie di coalizione il PSI sostiene la candidatura di Pier Luigi Bersani, sia al primo sia al secondo turno; Bersani risulta vittorioso e diventa quindi il candidato presidente del consiglio della coalizione.
Alle elezioni politiche del 2013 per il centro-sinistra si presentano tre liste, quella del Partito Democratico, di Sinistra Ecologia Libertà e del Centro Democratico, che sostengono Pier Luigi Bersani come futuro premier.
Il PSI presenta propri candidati nelle liste del PD sia alla Camera sia al Senato, tranne che in Lazio, Campania e Calabria, dove le liste sono comuni solo per la Camera.
Il partito ottiene l'elezione di quattro deputati (Raffaele Di Gioia, Marco Di Lello, Pia Locatelli e Oreste Pastorelli) e due senatori (Riccardo Nencini nelle Marche e Fausto Guilherme Longo nella circoscrizione America meridionale), tutti candidati nelle liste del PD.

### Fiducia al governo Letta
Alla fine di aprile il partito accorda la fiducia al Governo Letta, a seguito del fallimento di Bersani di formare un governo.
In seguito il segretario Nencini precisa, in un'intervista all'Avanti!, che:
(Riccardo Nencini, intervista all'Avanti!, 3 maggio 2013)
In seguito alle dimissioni di Ignazio Marino del 22 maggio 2013, entra in Senato il socialista Enrico Buemi, che passa a far parte del Gruppo Per le Autonomie (SVP, UV, PATT, UPT) - PSI diventando così il terzo senatore socialista.
Nell'estate del 2013 il segretario Nencini invita i cittadini a firmare per i referendum proposti dal partito radicale, dichiarando: «La questione giustizia prescinde dal caso Berlusconi: riguarda un italiano su sei, perché ci sono 10 milioni di cause aperte, alcune risalenti anche al precedente millennio».

Il 12 settembre 2013 il partito organizza la sua festa nazionale a Grosseto, intitolata «Europei di lingua italiana», alla quale sono invitati (tra gli altri) Guglielmo Epifani, Nichi Vendola, Benedetto Della Vedova, Francesco Ferrara, Mario Staderini, Vannino Chiti, Goffredo Bettini, Claudio Martelli e Luigi Angeletti.

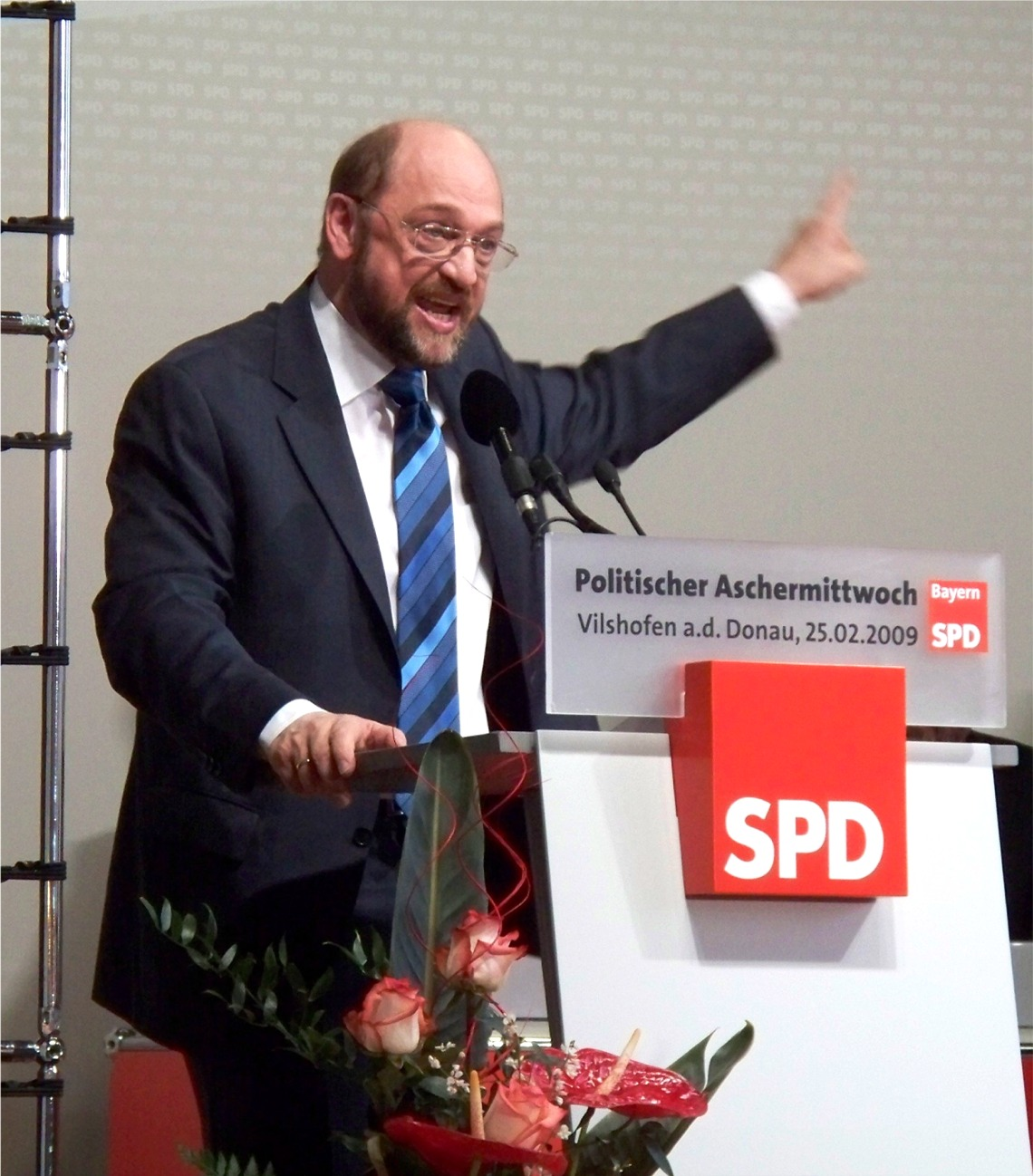
Martin Schulz, presidente del Parlamento europeo e candidato del Partito Socialista Europeo (di cui il PSI fa parte) alla presidenza della Commissione europea per le elezioni europee del 2014.

Nell'ottobre 2013 il partito organizza una campagna per la candidatura alla presidenza della Commissione europea di Martin Schulz (PSE), all'epoca presidente del Parlamento europeo ed esponente di spicco del Partito Socialista Europeo, di cui il PSI fa parte.
Alla fine del mese Marco Di Lello, capogruppo alla Camera dei deputati del PSI, ha espresso la volontà del partito di partecipare alle elezioni europee del 2014 con una lista unica (insieme con PD e SEL):

### Elezioni regionali del 2013
Alle elezioni regionali del Lazio del 24 e 25 febbraio 2013, che vedono vincitore Nicola Zingaretti e la coalizione di centro-sinistra, il PSI, ottenendo l'1,98%, elegge all'interno della coalizione vincente un consigliere regionale nella circoscrizione di Roma, Oscar Tortosa, poi sostituito da Daniele Fichera.
Alle elezioni regionali in Lombardia ottiene lo 0,30% e in quelle in Molise ottiene l'1,87%, senza conseguire tuttavia alcun seggio.
Il PSI partecipa alle elezioni regionali in Trentino-Alto Adige del 27 ottobre 2013:
- nella provincia di Bolzano il partito candida alcuni suoi esponenti nelle liste del PD;[108][109]
- nella provincia di Trento il partito si colloca all'interno della coalizione di centro-sinistra (insieme con PD, PATT, UpT, Verdi, UAL e IdV) con la lista "Riformisti per l'Autonomia".[110][111]

In quell'occasione il PSI non ottiene alcun seggio.
Nello stesso anno il PSI partecipa alle elezioni regionali in Basilicata del 17 e il 18 novembre 2013, sostenendo con una propria lista il candidato a Presidente Marcello Pittella, all'interno della coalizione di centro-sinistra (insieme con PD, IdV, Centro Democratico).
In quell'occasione il PSI ottiene un seggio (nella persona di Francesco Pietrantuono), così come alle precedenti elezioni.

### La decadenza da senatore di Berlusconi
In occasione del voto al Senato sulla decadenza da senatore di Silvio Berlusconi, come previsto della legge Severino, il partito, attraverso il portavoce del gruppo Per le Autonomie - Partito Socialista Italiano Karl Zeller (di cui il PSI fa parte), dichiara il proprio voto a favore della decadenza.

### Il terzo congresso (2013)
Il terzo congresso del partito si svolge a Venezia in tre giornate (29 novembre, 30 novembre e 1º dicembre). Esso avrebbe dovuto eleggere il nuovo segretario, scegliendo fra tre mozioni distinte:
- La società della fiducia: la mozione proponeva la rielezione di Nencini a segretario del partito. Il documento sosteneva l'azione del governo Letta.[117]
- Per una nuova forza Socialista nella sinistra italiana: la mozione, elaborata dalla sinistra del partito, era critica verso l'alleanza con il PD e verso il governo delle larghe intese. Sosteneva Franco Bartolomei alla segreteria.[118]
- Mozione per il cambiamento e la rigenerazione del PSI: la mozione proponeva Angelo Sollazzo alla segreteria del PSI. Era incentrata sulla necessità del dialogo con PD e con SEL.[119]

Al termine delle votazioni Riccardo Nencini risulta eletto nuovamente alla segreteria a larghissima maggioranza.
Il congresso da inoltre spazio a numerosi interventi, tra cui: Gaetano Quagliariello (NCD), Gianfranco Schietroma (PSI), Lello Di Gioia (PSI), Carlo Vizzini (PSI), Adela Gambaro (ex M5S), Carmela Parziale (Unione delle Camere Penali), Pier Virginio Gastoli (Consiglio Italiano del Movimento Europeo), Luana Zanella (Verdi), Luigi Angeletti (UIL), Nichi Vendola (SEL) e Susanna Camusso (CGIL).
Anche il presidente del Consiglio Enrico Letta interviene al congresso, di ritorno da un viaggio da Vilnius.

### Rapporto con il PD di Matteo Renzi
Il 26 febbraio 2014, a seguito delle dimissioni di Enrico Letta dalla carica di presidente del Consiglio, il PSI accorda la fiducia al nuovo governo, presieduto da Matteo Renzi. Il segretario Nencini afferma, nel suo discorso al Senato:
Il 28 febbraio Renzi annuncia la nomina di Nencini a vice-ministro delle Infrastrutture e dei Trasporti, assegnando ai socialisti una rappresentanza nell'esecutivo. A seguito di ciò Bobo Craxi ricorderà a Nencini che esiste «incompatibilità tra le [due] cariche» e gli chiederà di affrontare la questione.
Il 19 marzo la direzione nazionale del PSI, a larga maggioranza, concede a Nencini una deroga per poter svolgere contemporaneamente le due funzioni.
In occasione del dibattito sulla riforma della legge elettorale, fortemente voluta da Matteo Renzi, gli esponenti socialisti criticano alcuni aspetti di tale riforma, quali le percentuali troppo elevate delle soglie di sbarramento e la mancanza delle cosiddette «quote rosa». Nonostante ciò il PSI vota a favore della riforma elettorale alla Camera dei deputati.

#### Elezioni regionali in Sardegna del 2014
I socialisti, in occasione delle elezioni regionali in Sardegna del 2 marzo 2014, si schierano a sostegno del candidato a Presidente del Partito Democratico Francesco Pigliaru, con una propria lista che ottiene l'1,39% dei voti, con l'elezione a consigliere regionale di Raimondo Perra.

#### Accordo col PD per le elezioni europee del 2014
Il 3 aprile 2014 il vicesegretario del PD, Lorenzo Guerini, annuncia che:
Il segretario Nencini conferma l'accordo con il democratici, sottolineando il suo apprezzamento per il nuovo simbolo elettorale del PD, che ha un chiaro riferimento al PSE e ribadendo l'importanza di sostenere Martin Schulz alla presidenza della Commissione europea.
I candidati socialisti nelle liste del PD sono stati 4: Rita Cinti Luciani nella circoscrizione Italia nord-orientale, Mario Serpillo in quella dell'Italia meridionale, Marina Lombardi nella circoscrizione Italia nord-occidentale, Claudio Bucci nella circoscrizione dell'Italia centrale.
La lista del Partito Democratico ottiene il 40,8% dei voti, eleggendo 31 eurodeputati, ma tra loro non vi è nessun esponente del PSI. I quattro candidati socialisti hanno raccolto 95.443 preferenze.

#### Elezioni regionali del 2015
I socialisti, in occasione delle elezioni regionali del 2015, si schierano, in tutte le regioni che vanno al voto, a sostegno dei candidati a Presidente del Partito Democratico, con proprie liste o liste civiche.
In occasione delle elezioni regionali in Campania, il PSI partecipa alle primarie di coalizione del centrosinistra, candidando Marco Di Lello alla carica di presidente della regione. L'esponente socialista ottiene circa il 5,5%, mentre le primarie vengono vinte da Vincenzo de Luca del (PD). Il 31 maggio la lista socialista, alleata del PD, raccoglie il 2,2% e un seggio al consiglio regionale, nella persona di Enzo Maraio.
In occasione delle elezioni regionali nelle Marche, il PSI contribuisce alla nascita di Uniti per le Marche, formazione alleata del PD e dell'UDC, che comprende anche la Federazione dei Verdi, l'Italia dei Valori, Scelta Civica per l'Italia e un coordinamento di Liste Civiche. La lista sostiene la candidatura a presidente di Luca Ceriscioli (PD). La lista ottiene il 5% dei voti e due seggi in consiglio regionale, entrambi di esponenti socialisti, Boris Rapa e Moreno Pieroni (quest'ultimo entra in Giunta come assessore).
Alle elezioni regionali in Veneto, i socialisti sostengono la candidatura di Alessandra Moretti (PD) con una lista elettorale chiamata Veneto Civico, insieme con Italia dei Valori e Scelta Civica per l'Italia. La lista raccoglie l'1,45% dei voti e un seggio in consiglio regionale, ottenuto da un indipendente (Pietro dalla Libera).
In occasione delle elezioni regionali in Toscana, il PSI presenta la lista "Il Popolo Toscano", alleata del PD, a sostegno della ricandidatura di Enrico Rossi. La lista ottiene l'1,72% dei voti e non ottiene l'elezione di alcun consigliere regionale.
Nelle elezioni regionali in Umbria del 2015 il PSI promuove la lista “Socialisti Riformisti Territori per l'Umbria”, in appoggio della ricandidatura della Presidente uscente Catiuscia Marini, del Partito Democratico. Risulta eletto consigliere l'assessore regionale uscente Silvano Rometti. Inoltre, l'ex sindaco socialista del Comune di Avigliano Umbro, Giuseppe Chianella, è nominato assessore esterno nella Giunta Marini.

#### Di Gioia e Di Lello lasciano il PSI
Il 12 giugno 2015 Lello Di Gioia annuncia la sua decisione di lasciare il PSI. Secondo quanto riporta il Corriere del Mezzogiorno, il deputato socialista risulta coinvolto in un'inchiesta condotta dalla Procura di Trani sul fallimento di un istituto sanitario ecclesiastico privato. Tale decisione viene presa «per non coinvolgere il partito».
Successivamente, in un'intervista al Corriere della Sera nell'estate del 2015, il deputato socialista Marco Di Lello annuncia la sua intenzione di aderire al PD e di proporre la stessa soluzione a tutto il partito socialista.

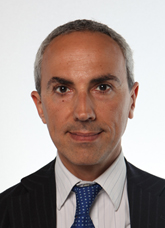
Marco Di Lello, che ha lasciato il PSI per aderire al Partito Democratico, auspicando l'ingresso del suo ex-partito nel PD.

Questa decisione causa numerose polemiche tra esponenti dello PSI contrari alla proposta, tra cui Pia Locatelli, Enrico Buemi e Fausto Guilherme Longo. Anche il segretario Nencini si schiera contro questa possibilità, affermando che:
Nencini infine dichiara che:

#### Nuove adesioni
L'11 settembre 2014 aderisce al gruppo parlamentare Per le Autonomie - PSI - MAIE e al PSI il senatore Lorenzo Battista, espulso dal Movimento 5 Stelle, mentre a novembre è il turno di Claudio Fava (ex SEL). In seguito, alla fine del 2015, Fava aderirà a Sinistra Italiana, abbandonando il PSI.
Il 14 ottobre 2015 Nencini annuncia che, all'interno dell'Assemblea regionale siciliana, tre suoi componenti hanno aderito al partito, portando la sua presenza a cinque deputati regionali. Gli altri due esponenti socialisti erano il vice presidente vicario dell'ARS Antonio Venturino e il deputato questore Nino Oddo.
I neo-deputati socialisti, Giovanni Di Giacinto, Marco Forzese e Antonio Malafarina, appartenevano tutti alla lista Il Megafono, il cui leader e poi unico esponente era l'allora presidente Rosario Crocetta.
Successivamente venne costituito un intergruppo parlamentare con Sicilia Futura.
Il 2 dicembre 2015 Carmelo Lo Monte, deputato eletto con il Centro Democratico si iscriveva ufficialmente.

### Il quarto congresso (2016)
Esso si svolge a Salerno dal 15 al 17 aprile 2016 e vede la mancata partecipazione ai lavori della componente di Area socialista guidata da Bobo Craxi, che contemporaneamente ha convocato un'assemblea a Roma per il no alla riforma costituzionale Renzi-Boschi e alla legge elettorale maggioritaria "Italicum". Sulla base dell'unica mozione presentata al Congresso, il segretario uscente Riccardo Nencini viene nuovamente riconfermato. La legittimità del congresso verrà poi contestata in sede giudiziaria dalla componente che aveva disertato l'assise.

### I referendum successivi

#### Il referendum abrogativo sulle trivellazioni
In occasione del referendum abrogativo del 2016 in materia di trivellazioni per l'estrazione di idrocarburi nelle acque territoriali italiane entro le 12 miglia nautiche dalla costa, il PSI non risulta né tra i soggetti favorevoli alle trivellazioni né in quelli contrari.
Nonostante ciò il PSI della Sicilia (con altre federazioni locali del PSI) si schiera a favore del «sì» e quindi contro la prosecuzione delle attività estrattive senza limiti di tempo, fino al completo esaurimento dei giacimenti.

#### Il referendum costituzionale sulla riforma Renzi-Boschi del 4 dicembre 2016
In vista del referendum sulla Riforma costituzionale Renzi-Boschi la posizione assunta è chiaramente per il «sì».
Bobo Craxi, in polemica con la maggioranza nenciniana del PSI, ha presieduto il "Comitato Socialista per il NO", al quale hanno aderito numerose personalità socialiste, a partire dall'ex-ministro Rino Formica (che è stato nominato Presidente Onorario), e i promotori del ricorso giudiziale contro il Congresso di Salerno: Angelino Sollazzo, Roberto Biscardini, Gerardo Labellarte, Pieraldo Cucchi, Aldo Potenza.

### La controversie sul quarto congresso
Nel dicembre 2016 sui quotidiani la Repubblica e il Fatto Quotidiano viene riportata la notizia secondo cui la 3ª sezione civile della Corte d'Appello di Roma ha sospeso in via cautelare gli effetti del congresso nazionale di Salerno vinto ad aprile dall'allora segretario Nencini. La Corte era stata investita della decisione su ricorso dello stesso Nencini in quanto in precedenza (nel settembre 2016) il tribunale ordinario – in primo grado – aveva preso la stessa decisione di bloccare, in via cautelare, gli effetti del precedente congresso.
Le motivazioni di tale sospensione cautelare sono da ricercare in alcune anomalie nel tesseramento. Secondo la ricostruzione de la Repubblica:
Infatti – secondo i ricorrenti – solo 6.000 tessere sono state «effettivamente pagate», mentre il segretario aveva dichiarato circa 22.000 iscritti regolari. Nencini sostiene – invece – che non vi è stata alcuna irregolarità nel tesseramento.

### Il Congresso straordinario (2017)
In seguito all'annullamento del precedente congresso, l'Assemblea Nazionale convoca un congresso straordinario, da tenersi a Roma il 18 e 19 marzo 2017. L'unico candidato alla segreteria Riccardo Nencini risulta essere – per la quinta volta consecutiva – eletto segretario del partito, con tre voti contrari e nessun astenuto.
La corrente di minoranza – chiamata Area Socialista e coordinata dal deputato Bobo Craxi – non ha presentato alcun candidato in polemica con la scelta di Nencini di voler cercare di coalizzarsi con il Partito Democratico in vista delle future elezioni.
Secondo Craxi – che esclude per ora un'alleanza con il Movimento Democratico e Progressista dei fuoriusciti dal PD – bisogna cercare di rendersi più indipendenti dalle politiche di Matteo Renzi:
Nencini ha prontamente risposto:
Nel frattempo il deputato Carmelo Lo Monte lascia il partito e aderisce alla Lega Nord.

### Elezioni regionali del 2017 e politiche del 2018: Alleanza col PD e la lista "Insieme"
Alle elezioni regionali in Sicilia del 2017 il PSI si schiera a sostegno del candidato del centro-sinistra Fabrizio Micari, presentandosi alla competizione unitamente al movimento Sicilia Futura di Totò Cardinale, dando vita alla lista unitaria "Sicilia Futura-PSI" che ottiene il 6% dei voti e due seggi, nessuno dei quali spettante però al PSI.
In vista delle imminenti elezioni politiche il 14 dicembre 2017 nasce Insieme, lista che federa il PSI, i Verdi e i prodiani di Area Civica a sostegno del PD di Matteo Renzi.
I candidati di area socialista nei collegi uninominali sono 2 alla Camera (Luigi Incarnato e Gianrico Ranaldi) e 4 al Senato (Lorenzo Cinquepalmi, Enrico Buemi, Riccardo Nencini e Oreste Pastorelli). Alla fine risulteranno eletti solo Riccardo Nencini e Fausto Guilherme Longo (candidato in Sud America nella lista PD).
In seguito all'esito deludente del voto, Nencini si dimette dalla carica di segretario; le dimissioni sono però respinte dalla segreteria nazionale.

### Elezioni europee del 2019 e il secondo congresso straordinario
Nel 2019 si tengono le elezioni regionali in Abruzzo, dove il PSI si presenta insieme con Italia dei Valori, ottenendo il 0,93%, restando fuori dal Consiglio regionale. Due settimane dopo si tengono le elezioni regionali in Sardegna, in cui il PSI si allea insieme con l'Unione Popolare Cristiana ottenendo l'1,35% dei voti, restano anche in queste elezioni fuori dal Consiglio Regionale.
Il 16 febbraio 2019 il Consiglio nazionale del partito convoca un nuovo Congresso straordinario per decidere il successore di Nencini (nuovamente dimissionario). Il Congresso si tiene a Roma tra il 29 e il 31 marzo 2019. Si confrontano due mozioni:
- IL DOMANI È ADESSO, a sostegno della candidatura di Enzo Maraio, sostenuta dal segretario uscente Nencini e dalla maggioranza del gruppo dirigente uscente;
- IDENTITÀ SOCIALISTA PER CAMBIARE DAVVERO, a sostegno della candidatura di Luigi Iorio, sostenuta dal coordinatore uscente Gian Franco Schietroma.

Risulta vincitrice la mozione a sostegno di Maraio, che è eletto segretario, mentre viene nominato un nuovo Consiglio Nazionale. Al congresso sono presenti come ospiti Nicola Zingaretti, Roberto Speranza, Maurizio Turco, Benedetto della Vedova e Luis Ayala.
In vista delle elezioni europee del 2019, dopo un iniziale tentativo di formare una lista unica con il Partito Democratico e Articolo Uno, in nome della comune affiliazione al Partito del Socialismo Europeo, il PSI decide di formare una lista comune con +Europa e Italia in Comune, ma in caso di elezione, i candidati socialisti potranno sedere nell'Alleanza Progressista dei Socialisti e dei Democratici. La lista ottiene il 3,11% non riuscendo a superare la soglia di sbarramento fissata al 4% e non ottenendo alcun europarlamentare.
Alle elezioni regionali in Umbria del 2019 insieme con Democrazia Solidale presenta la lista Bianconi per l'Umbria a sostegno del candidato del centro-sinistra Vincenzo Bianconi che perderà contro la candidata del centro-destra; la lista raccoglie il 4,03% e viene eletto consigliere regionale Andrea Fora, ex presidente di Confcooperative e inizialmente proposto come candidato presidente; Fora passerà a Italia Viva nel 2023.

### Creazione del gruppo parlamentareItalia Viva-PSIe nuovo simbolo
Con la caduta del governo Conte I e a seguito delle consultazioni per la creazione del governo Conte II, sostenuto anche da PD, Movimento 5 Stelle e Liberi e Uguali, il PSI esprime sin da subito la volontà di esprimere la fiducia al nuovo esecutivo.
Il 18 settembre 2019, Riccardo Nencini ed Enzo Maraio annunciano la creazione di un nuovo gruppo parlamentare in Senato, che unisca il PSI e il nuovo partito dell'ex Presidente del Consiglio Matteo Renzi, Italia Viva, che sarà composto così da 15 senatori (di cui 13 di Italia Viva – provenienti dal PD –, uno proveniente da FI e uno del PSI). Il nuovo gruppo ha preso il nome "Italia Viva-PSI".
Il 26 novembre 2019, in seguito a una consultazione tra gli iscritti, il PSI adotta un nuovo simbolo simile a quello storico con all'interno il tradizionale garofano.

### Gli appuntamenti elettorali del 2020/22
Alle elezioni regionali del 2020 in Emilia-Romagna e in Calabria il PSI sostiene rispettivamente i candidati del centro-sinistra il presidente uscente Stefano Bonaccini, formando una lista con +Europa e il Partito Repubblicano Italiano ottenendo l'1,53%, e l'imprenditore Pippo Callipo, nella lista Io resto in Calabria e Democratici e Progressisti con Articolo Uno, ma non riuscirà ad eleggere nessuno. Alle regionali in Campania, in Puglia, nelle Marche e in Toscana appoggia rispettivamente i candidati del centro-sinistra gli uscenti Vincenzo De Luca con una propria lista e Michele Emiliano nella lista Puglia Verde e Solidale, il sindaco di Senigallia Maurizio Mangialardi nella lista Italia Viva - PSI - DemoS - Civici Marche e il presidente del Consiglio regionale toscano Eugenio Giani nella lista Orgoglio Toscana per Giani Presidente, mentre in Veneto e in Liguria si schiera con i candidati di Italia Viva Daniela Sbrollini e Aristide Massardo e in Valle d'Aosta non si presenta, dove riesce ad eleggere solo il consigliere regionale Andrea Volpe in Campania (ove la lista ottiene l'1,93% dei voti).

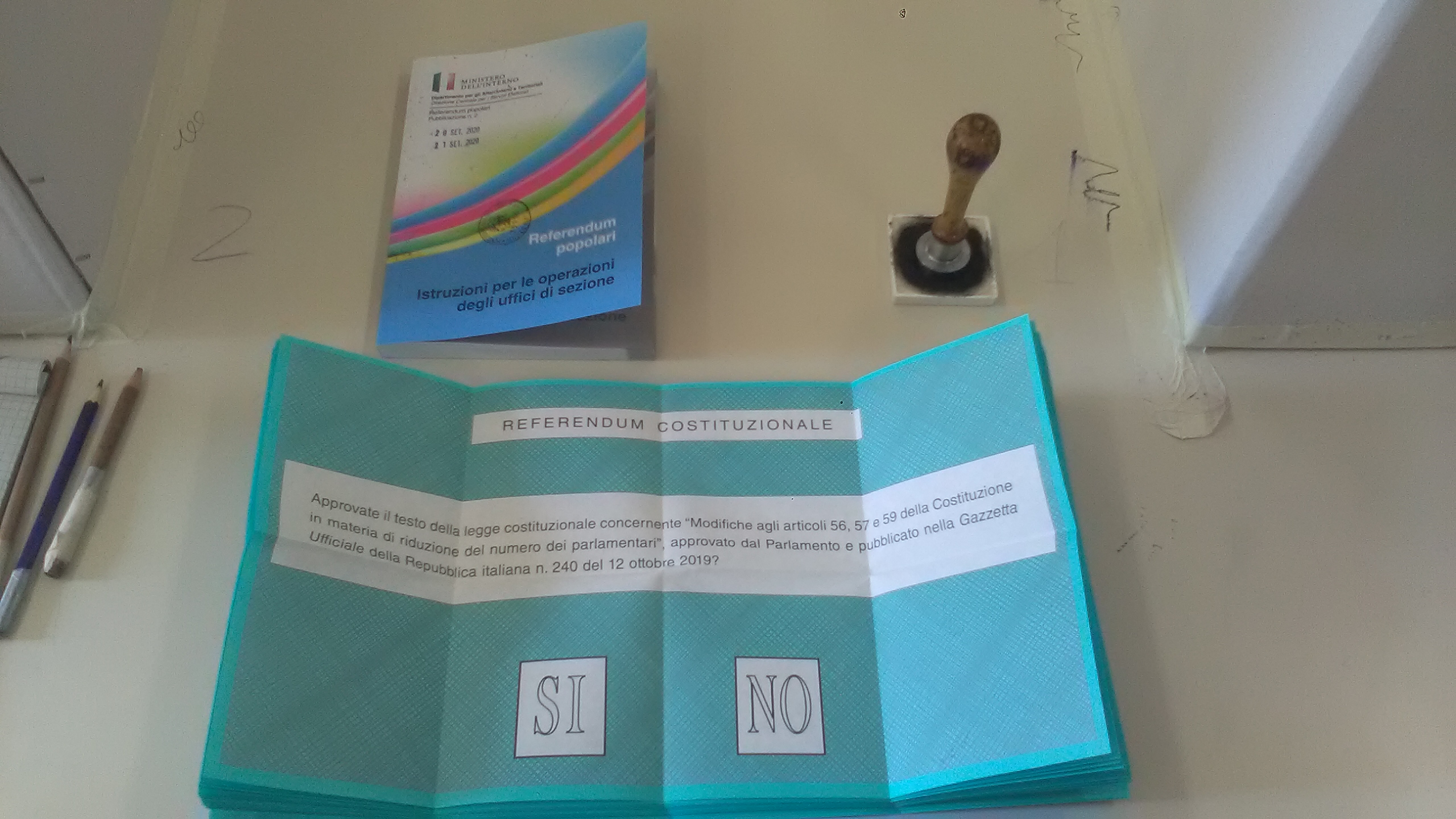
Schede del referendum costituzionale, con il quesito referendario impresso.

Al referendum costituzionale sulla riduzione del numero di parlamentari legato alla riforma "Fraccaro", il PSI si schiera per il «No», in quanto il quesito poggerebbe «su basi demagogiche e populiste». In precedenza, nel corso delle relative votazioni sulla riforma alla Camera, il senatore Fausto Longo aveva dichiarato di non essere sicuro «se la decisione della grande maggioranza del Parlamento si sia basata sulla concentrazione di potere, su una riduzione minima di spesa, o semplicemente su un gioco di scena rivolto al pubblico elettorale». Inoltre, i socialisti avevano preso parte alla raccolta di firme per far celebrare un referendum costituzionale sulla riforma, che poi si è effettivamente tenuto nel settembre 2020.
Alle elezioni amministrative del 2021 il PSI sostiene i candidati sindaci del centro-sinistra a Roma (Roberto Gualtieri), presentando una propria lista con capolista Bobo Craxi, a Napoli (Gaetano Manfredi), a Torino (Stefano Lo Russo), a Trieste (Francesco Russo), a Bologna (Matteo Lepore), Latina (Damiano Coletta), Isernia (Piero Castrataro) e Caserta (Carlo Marino), mentre a Grosseto appoggia assieme ad Azione e Italia Viva il medico Valerio Pizzuti e a Cosenza riesce anche ad eleggere Franz Caruso, sostenuto dal PD e la sua lista civica personale, come sindaco in un capoluogo di provincia.
In vista dei referendum abrogativi sulla giustizia del 2022, promossi dalla Lega di Matteo Salvini e dal Partito Radicale, si schiera a favore di tutti e cinque i quesiti, andando a costituitire il relativo comitato rappresentato da Oreste Pastorelli.

### Riconferma di Maraio a segretario ed elezioni politiche del 2022
Dal 15 al 17 luglio 2022 si tiene presso l'Auditorium Antonianum di Roma il congresso del partito, dal titolo È il tempo del noi, durante il quale Enzo Maraio viene riconfermato, per acclamazione, come segretario.
A fine luglio il segretario Maraio annuncia che il PSI parteciperà alle elezioni politiche anticipate dello stesso anno in una lista unitaria, insieme ad altre forze politiche europeiste di ispirazione socialdemocratica e progressista (PD, Articolo 1 e DemoS), denominata successivamente «Italia Democratica e Progressista». Nella tornata elettorale il PSI, malgrado l'accordo col PD, non riesce però ad eleggere nessun parlamentare restando fuori dal Parlamento.
A novembre 2022 si rinnovano gli organismi, dove Nencini e altri esponenti di minoranza non partecipano ai lavori, in polemica con il gruppo dirigente.

### Elezioni regionali e amministrative del 2023
Alle elezioni regionali del 2023 in Lombardia, nel Lazio e in Molise il PSI sostiene i rispettivi candidati del centro-sinistra l'europarlamentare Pierfrancesco Majorino, nella lista Partito Democratico - Lombardia Democratica e Progressista, l'assessore alla sanità uscente Alessio D'Amato, presentando una propria lista che raccoglie lo 0,5%, e il sindaco di Campobasso Roberto Gravina, nella lista Molise Democratico e Socialista che raccoglie lo 0,77%, mentre in Friuli-Venezia Giulia e nella Provincia autonoma di Trento non si presenta.
Alle elezioni amministrative del 2023 si presenta nelle liste del PD a Imperia e Latina, di Europa Verde e Sinistra Italiana a Vicenza e Terni, di Azione e Italia Viva ad Ancona e Pisa e nelle civiche a Udine, Siena e Ragusa.

### Elezioni regionali ed europee del 2024
Alle elezioni regionali del 2024 in Sardegna, in Abruzzo, in Basilicata e in Piemonte il PSI sostiene i rispettivi candidati del centro-sinistra la deputata e vicepresidente del M5S Alessandra Todde, raccogliendo l'1,69% eleggendo l'ex PD Lorenzo Cozzolino, l'ex rettore dell'Università di Teramo Luciano D'Amico, presentando assieme a Italia Viva e +Europa la lista "D'Amico Presidente - Riformisti e civici" ottenendo il 2,81% e non eleggendo alcun consigliere, il presidente della Provincia di Matera e sindaco di Montalbano Jonico Piero Marrese, presentandosi insieme a Alleanza Verdi e Sinistra e Basilicata Possibile raccogliendo il 5,79% eleggendo Antonio Bochicchio, e, in concomitanza con le elezioni per il rinnovo del parlamento europeo, e Gianna Pentenero, presentano insieme a Italia Viva, +Europa e Libdem, come per le europee, nella lista Stati Uniti d'Europa.
Il 20 aprile 2024, in vista delle elezioni europee di giugno, viene presentato il simbolo della lista Stati Uniti d’Europa alla quale il PSI aderisce insieme a +Europa, Italia Viva, Radicali Italiani, LibDem Europei e L’Italia C’è con il segretario Maraio che, da capolista nella circoscrizione meridionale, raccoglie circa 42.000 preferenze piazzandosi terzo in lista. Tuttavia la lista non supera la soglia di sbarramento del 4%. Alle regionali in Piemonte la stessa lista con il 2,42% elegge un consigliere di Italia Viva.
In autunno il PSI si presenta alle regionali in Liguria nella Lista Orlando Presidente, candidando Fabio Panariello, avvocato penalista e segretario regionale PSI, la lista ottiene il 5,3% con un seggio in Consiglio regionale senza però alcun eletto di area socialista, mentre in Emilia-Romagna e Umbria forma due liste civiche con Azione, +Europa e PRI raccogliendo l’1,72% e il 2,3% senza alcun eletto.

## Ideologia
Nel Manifesto dei valori è scritto:
- Il Partito Socialista, in Italia come nel resto d'Europa, intende riunire uomini e donne che, partendo da esperienze, culture e sensibilità diverse, si riconoscono in politiche riformiste, democratiche e liberali; si rivolge a tutti i cittadini senza distinzioni di genere e di orientamento sessuale, di etnia, di nazionalità e di religione e vuole dare voce a tutti coloro a cui vengono negati diritti ed interessi fondamentali.
- Il Partito Socialista si propone di realizzare, con forme nuove e adeguate ai tempi e per via democratica nella partecipazione dei cittadini, una società che sia retta da valori di libertà, di uguaglianza, di giustizia, di responsabilità, di solidarietà e di progresso.
- Il Partito Socialista crede nella libertà e nelle libertà, intese come possibilità di scegliere sulla base della propria responsabilità: contrasta i ricorrenti tentativi di invadenza delle burocrazie statali, delle religioni e delle ideologie nella sfera della libertà individuale; fonda la sua azione sul rispetto dei diritti civili ed umani in Italia come nel mondo.
- Il Partito Socialista crede nel valore dell'uguaglianza che si realizza attraverso l'allargamento delle libertà; opera concretamente affinché sia garantito a tutti il massimo delle opportunità; promuove le condizioni perché ciascun individuo possa decidere il proprio destino. L'uguaglianza e la libertà delle persone sono indivisibili.
- Il Partito Socialista difende il principio di laicità, che garantisce la convivenza tra culture e idee diverse; crede nella libertà di pensiero e nel valore della diversità delle opinioni e delle fedi, contrastando ogni forma di fondamentalismo e prodigandosi per un rafforzamento continuo della democrazia rappresentativa.
- Il Socialismo considera il lavoro, adeguatamente retribuito, un'alta espressione della persona e persegue politiche della piena occupazione, secondo principi di flessibilità e sicurezza, promuovendo l'istruzione e la formazione durante l'arco di tutta la vita.
- Le politiche per la giustizia sociale comprendono la lotta contro il crimine e contro le cause che lo producono, per rimuovere le condizioni che incentivano i comportamenti violenti e comunque illegali.

I suoi valori sono riconducibili alle correnti autonomiste e riformiste dello storico Partito Socialista Italiano, di cui si proclama erede, e dei soggetti appartenenti a tale area quali il Partito Socialista Democratico Italiano e in generale alla storia del movimento socialista internazionale.
Il «pantheon» di figure storiche di riferimento comprende: Filippo Turati, Carlo Rosselli, Giacomo Matteotti, Pietro Nenni, Loris Fortuna, Olof Palme, Sandro Pertini, Giuseppe Saragat, Willy Brandt, Norberto Bobbio, Bettino Craxi, Marco Pannella, Lelio Lagorio.

## Strutture del partito
Gli organi principali sono innanzitutto la Segreteria nazionale (il cui compito è coadiuvare con funzioni esecutive il Segretario) e il Consiglio Nazionale.
Il Consiglio Nazionale è composto da 325 membri, di cui un terzo eletti dal Congresso Nazionale e i restanti eletti dai Congressi regionali, in proporzione alle quote riconosciute agli stessi.
Fra le sue funzioni rientrano quelle di indirizzare la linea politica scaturita dal Congresso ed eleggere in prima seduta il Presidente, il Tesoriere e la Direzione Nazionale.
La Direzione Nazionale è composta dal Segretario, da 50 membri eletti dal Consiglio Nazionale, dal Presidente, dal Tesoriere, dal Responsabile della Commissione Nazionale di Garanzia, dal Rappresentante della Federazione giovanile, dai Segretari regionali, nonché dagli eletti a vario titolo nelle istituzioni.

### Segretario nazionale
| Immagine | Segretario       | Periodo                        |
| -------- | ---------------- | ------------------------------ |
|          | Enrico Boselli   | 5 ottobre 2007 – 6 luglio 2008 |
|          | Riccardo Nencini | 6 luglio 2008 – 31 marzo 2019  |
|          | Enzo Maraio      | 31 marzo 2019 – in carica      |

### Presidente del Consiglio nazionale
| Immagine | Nome Cognome     | Durata della carica              |
| -------- | ---------------- | -------------------------------- |
|          | Pia Locatelli    | 6 luglio 2008 – 11 luglio 2010   |
|          | Carlo Vizzini    | 2014 – 7 maggio 2019             |
|          | Riccardo Nencini | 7 maggio 2019 – 12 novembre 2022 |
|          | Luigi Incarnato  | 12 novembre 2022 - in carica     |

### Membri della segreteria nazionale
- Tesoriere Marco Strada
- Vicesegretario Vincenzo Iacovissi
- Vicesegretario Nino Oddo
- Coordinatore della Segreteria Luigi Iorio, subentrato a Gian Franco Schietroma

## Organi d'informazione
Organi ufficiali del partito sono la rivista mensile Mondoperaio, fondata da Pietro Nenni, consultabile sul proprio sito e anche sui siti web del PSI. Direttore politico è stato l'ex-parlamentare socialista Luigi Covatta. Al suo decesso è subentrato il nuovo direttore, Cesare Pinelli.
Dal 30 aprile 2022 è in edicola l'Avanti! della domenica, organo ufficiale del PSI diretto per la prima volta nella sua storia da una donna, Giada Fazzalari, giornalista e capo della Comunicazione del PSI. Dal 5 gennaio 2012 è in rete l'Avanti! online, quotidiano socialista diretto da Livio Valvano.

## Nelle istituzioni

### Camera dei Deputati
Gruppo Rosa nel Pugno
| XV legislatura |
| --- |
| 10 deputati (Enrico Boselli, Lanfranco Turci, Enrico Buemi, Roberto Villetti, Rapisardo Antinucci, Giovanni Crema, Lello Di Gioia, Giacomo Mancini, Angelo Piazza, Gian Franco Schietroma) |

Gruppo misto - Partito Socialista Italiano (PSI) - Liberali per l'Italia (PLI)
| XVII legislatura                                                                                |
| ----------------------------------------------------------------------------------------------- |
| 5 deputati (Pia Locatelli, Oreste Pastorelli, Marco Di Lello, Carmelo Lo Monte, Lello Di Gioia) |

Gruppo misto - Popolo Protagonista - Alternativa Popolare (AP) - Partito Socialista Italiano (PSI)
| XVIII legislatura                   |
| ----------------------------------- |
| 1 deputato (Fausto Guilherme Longo) |

### Senato della Repubblica
Gruppo Per le Autonomie (SVP, UV, PATT, UPT) - PSI
| XVII legislatura                                                                      |
| ------------------------------------------------------------------------------------- |
| 4 senatori (Riccardo Nencini, Lorenzo Battista, Enrico Buemi, Fausto Guilherme Longo) |

Gruppo Italia Viva-PSI
| XVIII legislatura             |
| ----------------------------- |
| 1 senatore (Riccardo Nencini) |

### Governi
- Governo Prodi II
  - Ugo Intini, viceministro degli affari esteri e della cooperazione internazionale (17 maggio 2006 – 8 maggio 2008)
- Governo Renzi
  - Riccardo Nencini, viceministro delle infrastrutture e dei trasporti (28 febbraio 2014 – 12 dicembre 2016)
- Governo Gentiloni
  - Riccardo Nencini, viceministro delle infrastrutture e dei trasporti (12 dicembre 2016 – 1 giugno 2018)

## Congressi
- I Congresso - Montecatini Terme, 4-6 luglio 2008 - Il presente è il futuro
- II Congresso - Perugia, 9-11 luglio 2010 - Anticipare il futuro
- III Congresso - Venezia, 29-30 novembre, 1º dicembre 2013
- IV Congresso - Salerno, 15-17 aprile 2016
- Congresso straordinario - Roma, 18-19 marzo 2017
- Congresso straordinario - Roma, 29-31 marzo 2019
- V Congresso - Roma, 15-17 luglio 2022 - È il tempo del noi

## Feste nazionali
- 2008: Vieste
- 2010: Ferrara
- 2011: Bologna
- 2012: Perugia
- 2013: Grosseto
- 2014: Marina di Massa
- 2015: Roma
- 2016: Roma
- 2018: Caserta
- 2019: Fano
- 2020: Napoli
- 2021: Roma
- 2022: Roma
- 2023: Bologna

## Simbologia

Simbolo usato dal 2011 al 2019
Simbolo usato dal 2019

## Risultati elettorali
| Elezione       | Elezione     | Voti                     | %                        | Seggi   |
| -------------- | ------------ | ------------------------ | ------------------------ | ------- |
| Politiche 2008 | Camera       | 387 355                  | 0,98                     | 0 / 630 |
| Politiche 2008 | Senato       | 311 813                  | 0,86                     | 0 / 315 |
| Europee 2009   | Europee 2009 | In Sinistra e Libertà    | In Sinistra e Libertà    | 0 / 72  |
| Politiche 2013 | Camera       | Nel Partito Democratico  | Nel Partito Democratico  | 4 / 630 |
| Politiche 2013 | Senato       | 57 688                   | 0,18                     | 2 / 315 |
| Europee 2014   | Europee 2014 | Nel Partito Democratico  | Nel Partito Democratico  | 0 / 73  |
| Politiche 2018 | Camera       | In Italia Europa Insieme | In Italia Europa Insieme | 1 / 630 |
| Politiche 2018 | Senato       | In Italia Europa Insieme | In Italia Europa Insieme | 1 / 315 |
| Europee 2019   | Europee 2019 | In +Europa               | In +Europa               | 0 / 73  |
| Politiche 2022 | Camera       | In PD-IDP                | In PD-IDP                | 0 / 400 |
| Politiche 2022 | Senato       | In PD-IDP                | In PD-IDP                | 0 / 200 |
| Europee 2024   | Europee 2024 | In Stati Uniti d'Europa  | In Stati Uniti d'Europa  | 0 / 76  |
| 1. 2.          |              |                          |                          |         |

### Annotazioni
1. ↑  Il PSI fondato nel 2007 si è dichiarato la continuazione dello storico Partito Socialista Italiano fondato a Genova nel 1892.
2. ↑  La «diaspora socialista» è un termine creato per indicare il fenomeno di dispersione dei membri del Partito Socialista Italiano, dopo il suo scioglimento nel 1994, in altre formazioni politiche, come i Socialisti Italiani e il Partito Socialista Riformista.

Oggi essa non è ancora conclusa, dal momento che attualmente numerosi ex-socialisti sostengono formazioni di centro-destra (come il Nuovo PSI o Forza Italia), altri hanno aderito ad al PD e ad altre formazioni di sinistra (quali ad esempio il Rifondazione Comunista).

Come si legge su un sito di storia politica:

«Nel novembre del 1994 il Partito più antico d'Italia si scioglieva dando vita a due nuove formazioni: i Socialisti Italiani e il Partito Socialista Riformista. Oggi gli eredi del socialismo italiano sono ancora divisi.»
(Storia del XXI secolo)
3. ↑  L'assenza dalle aule parlamentari dura poco più di tre anni: nel novembre 2011 il senatore Carlo Vizzini, ex ministro e già segretario nazionale del Psdi, eletto nel Pdl, aderisce al Partito Socialista Italiano, rivendicando di essere stato uno dei tre fondatori italiani (insieme a Craxi e Occhetto) del Partito del Socialismo Europeo, riportando così i socialisti in Parlamento.
4. ↑  Dal 2008 al 2011, invece, eccetto per alcuni consiglieri regionali, il PSI era rimasto escluso dalla rappresentanza sia italiana sia europea. Era la prima volta dal 1946 che non vi era—a parte Stefano Caldoro del Nuovo PSI ma successivamente confluito nel PDL—nessun "socialista" in Parlamento.
5. ↑  Come sarà spiegato poco più avanti la legittimità del congresso sarà sottoposta alla valutazione della magistratura che infine lo annullerà, costringendo il partito a convocare un congresso straordinario.
6. ↑  Il PSI sceglie di non sostenere il candidato di centrosinistra Ferruccio Sansa, proposto da PD e M5S (con l'appoggio di Articolo Uno, Sinistra Italiana, Possibile, Europa Verde e DemoS). Al contrario, i socialisti aderiscono ad una "alleanza riformista" con Italia Viva e +Europa (v. Mario de Fazio, Aristide Massardo presenta la sua lista per le elezioni regionali, in Il Secolo XIX, 25 agosto 2020).
7. ↑  L'art. 138 della Costituzione stabilisce che:
«Le leggi di revisione della Costituzione e le altre leggi costituzionali sono adottate da ciascuna Camera con due successive deliberazioni ad intervallo non minore di tre mesi, e sono approvate a maggioranza assoluta dei componenti di ciascuna Camera nella seconda votazione.
Le leggi stesse sono sottoposte a referendum popolare quando, entro tre mesi dalla loro pubblicazione, ne facciano domanda un quinto dei membri di una Camera o cinquecentomila elettori o cinque Consigli regionali. La legge sottoposta a referendum non è promulgata, se non è approvata dalla maggioranza dei voti validi.

Non si fa luogo a referendum se la legge è stata approvata nella seconda votazione da ciascuna delle Camere a maggioranza di due terzi dei suoi componenti.»
8. ↑  Si tratta del documento programmatico in cui sono resi noti i princìpi ispiratori del PSI (v. Manifesto dei Valori, in www.partitosocialista.it, URL consultato il 25 dicembre 2020).
9. ↑  Viene eletta nella circoscrizione Lombardia 1 all'interno della lista del Partito Democratico, e aderisce dall'11 giugno 2013 al PSI (v. la scheda della deputata sul sito della Camera).
10. ↑  Viene eletto nella circoscrizione Veneto 2 all'interno della lista del Partito Democratico, e aderisce dall'11 giugno 2013 al PSI (v. la scheda del deputato sul sito della Camera).
11. ↑  Viene eletto nella circoscrizione Campania 1 all'interno della lista del Partito Democratico, e aderisce dall'11 giugno 2013 al PSI (v. la scheda del deputato sul sito della Camera). Nel 2015 annuncia la sua uscita dal PSI per aderire al PD. Dal 7 giugno 2016 aderisce al Gruppo misto - MOVIMENTO PPA-MODERATI.
12. ↑  Viene eletto nella circoscrizione Sicilia 2 all'interno della lista del Centro Democratico, e aderisce dall'11 giugno 2013 al PSI (v. la scheda del deputato sul sito della Camera). Il 25 ottobre 2017 abbandona il PSI e aderisce a Noi con Salvini, movimento politico della Lega Nord.
13. ↑  Viene eletto nella circoscrizione Sardegna all'interno della lista del Partito Democratico, e aderisce dall'11 giugno 2013 al PSI (v. la scheda del deputato sul sito della Camera). Deciderà di uscire dal PSI nel giugno 2015 a seguito di un'indagine della Procura di Trani. Il 7 giugno 2016 aderirà al Gruppo misto - MOVIMENTO PPA-MODERATI.
14. 1 2  Viene eletto nella Circoscrizione ESTERO B (America Meridionale) nella lista del Partito Democratico.
15. ↑  Viene nella circoscrizione Marche, all'interno della lista del Partito Democratico.
16. ↑  Aderisce al PSI dall'11 settembre 2014 (v. la scheda del senatore sul sito del Senato), in precedenza viene espulso dal Movimento 5 Stelle (v. Luca Sappino, Senato, gli ex 5 Stelle litigano e si scindono, in L'Espresso, 30 ottobre 2014).
17. ↑  Primo dei non eletti nelle liste PD (v. la scheda del senatore sul sito del Senato) subentrato il 2 luglio 2013 al dimissionario Ignazio Marino (eletto Sindaco di Roma).
18. ↑  Viene eletto nel collegio uninominale Toscana 4, con la lista Insieme, appoggiata dal Partito Democratico.

### Fonti
1. ↑  https://www.partitosocialista.it/noi/la-segreteria/
2. ↑   I socialisti tornano alle origini nella nuova sede. Il padrone di casa è la famiglia Garibaldi, in Corriere della Sera, 1º settembre 2013. URL consultato il 27 ottobre 2013 (archiviato dall'url originale il 27 ottobre 2013).
3. ↑   Italy, su parties-and-elections.eu.
4. ↑   Elezioni 2018, i candidati della lista 'Insieme', in Sky TG24, 27 febbraio 2018. URL consultato il 14 febbraio 2020 (archiviato il 14 febbraio 2020).
5. ↑   Elezioni Toscana, centrosinistra candida Eugenio Giani, in Adnkronos, 21 dicembre 2019. URL consultato il 14 febbraio 2020 (archiviato il 14 febbraio 2020).
6. ↑   Centrosinistra, Bersani chiarisce:«L'alleanza è composta da PD, Sel, Psi e Centro Democratico», in Partito Socialista Italiano, 24 gennaio 2013. URL consultato il 28 gennaio 2013 (archiviato dall'url originale il 23 settembre 2013).
7. ↑  (EN) Partiti membri, su pes.eu, Partito del Socialismo Europeo. URL consultato il 30 aprile 2013 (archiviato dall'url originale il 23 settembre 2013).
8. ↑  In Campania, Sardegna e Basilicata.
9. ↑   Editoria. L’Avanti! della domenica in autonomia su tutto il territorio nazionale come unico giornale di partito in edicola, su partitosocialista.it, 24 febbraio 2023. URL consultato il 28 febbraio 2023.
10. ↑   PSI. RIUNIONE SEGRETERIA, TESSERAMENTO 2016: 20.600 ISCRITTI E INDIZIONE CONGRESSO NAZIONALE (archiviato dall'url originale il 5 marzo 2017).
11. ↑   Parties and Elections in Europe, su www.parties-and-elections.eu. URL consultato il 12 giugno 2024.
12. ↑   Cristiano Borghini, Nuovo Psi, Lucio Barani eletto segretario nazionale, in Il Tirreno, 18 novembre 2019. URL consultato il 14 febbraio 2020 (archiviato il 14 febbraio 2020).
13. ↑   Angelo Agrippa, Centrodestra, sfida all’ultimo voto tra Mara Carfagna e Stefano Caldoro, in Corriere del Mezzogiorno, 5 dicembre 2018. URL consultato il 14 febbraio 2020 (archiviato il 14 febbraio 2020).
14. ↑  Il Partito Socialista Italiano nato nel 2007 non deve essere confuso con il Nuovo PSI, una formazione politica di centrodestra affiliata a Forza Italia, il cui segretario è l'ex senatore Lucio Barani[12][13].
15. 1 2   Direzione Nazionale: Il partito torna a chiamarsi "Partito Socialista Italiano", in Partito Socialista Italiano, 7 ottobre 2009. URL consultato il 23 settembre 2013 (archiviato dall'url originale il 23 settembre 2013).
16. ↑  (EN) MEMBER PARTIES of the SOCIALIST INTERNATIONAL, in Internazionale Socialista. URL consultato il 3 novembre 2013 (archiviato il 3 novembre 2013).
17. ↑  (EN) Partito Socialista Italiano, in Partito del Socialismo Europeo. URL consultato il 23 settembre 2013 (archiviato dall'url originale il 23 settembre 2013).
18. ↑   Da Pietrasanta un'onda d'urto per aprire un dibattito vero sul futuro della sinistra Italiana, in DomaniSocialista, Pietrasanta, 30 ottobre 2006. URL consultato il 23 settembre 2013 (archiviato il 23 settembre 2013).
19. ↑   Maria Antonietta Calabrò, Da Formica a De Michelis, via alla «rifondazione psi» anti Fassino, in Corriere della Sera, 4 marzo 2007. URL consultato il 23 settembre 2013 (archiviato dall'url originale il 5 giugno 2015).
20. ↑   Andrea Garibaldi, Boselli sfida Ds e Dl: «Saremo pure nani ma restiamo autonomi», in Corriere della Sera, 14 aprile 2007. URL consultato il 23 settembre 2013 (archiviato dall'url originale il 23 settembre 2013).
21. 1 2 3 4   Andrea Garibaldi, Boselli: «Subito l'unità socialista, rifaremo il Psi», in Corriere della Sera, 14 aprile 2007. URL consultato il 23 settembre 2013 (archiviato dall'url originale il 23 settembre 2013).
22. ↑   Andrea Garibaldi, Boselli: via al cantiere contro il Partito democratico, in Corriere della Sera, 13 aprile 2007. URL consultato il 23 settembre 2013 (archiviato dall'url originale il 23 settembre 2013).
23. ↑   Lorenzo Fuccaro, Prodi e la "chiamata" ai riformisti: «No a compromessi storici bonsai», in Corriere della Sera, 15 aprile 2007. URL consultato il 23 settembre 2013 (archiviato dall'url originale l'11 dicembre 2013).
24. ↑   «Abbiamo il dovere di provarci». Mussi lancia la Sinistra Democratica., in la Repubblica, 5 maggio 2007. URL consultato il 30 settembre 2013 (archiviato il 30 settembre 2013).
«[...] il leader di Sinistra democratica ha voluto sottolineare come d'ora in poi i progetti di Sd e del Partito democratico non siano incompatibili.»
25. ↑   Pd, è nato il comitato dei 45. Prodi: «Nessuna egemonia Ds o Dl», in la Repubblica, 23 maggio 2007. URL consultato il 30 settembre 2013 (archiviato il 30 settembre 2013).
26. ↑   Ivano di Matto, Perché il Pd può essere la casa dei socialisti italiani, in Partito Democratico, Foggia, 9 settembre 2007. URL consultato il 30 settembre 2013 (archiviato il 30 settembre 2013).
27. ↑   Marzio Fatucchi, 400 socialisti scelgono il Pd, in la Repubblica, Firenze, 29 giugno 2007. URL consultato il 30 settembre 2013 (archiviato il 30 settembre 2013).
28. ↑   Lorenzo Fuccaro, Lite sulle alleanze. Pugni (e polizia) all'assemblea del Nuovo Psi, in Corriere della Sera, 1º aprile 2007,  p. 15. URL consultato il 30 settembre 2013 (archiviato dall'url originale il 30 settembre 2013).
«La bagarre culminata in urla, fischi, schiaffi, spintoni, pugni, microfoni che volano scoppia quando prende la parola il segretario De Michelis.»
29. ↑   Nuovo Psi, urla, spintoni e pugni: la polizia al consiglio nazionale, in la Repubblica, 31 marzo 2007. URL consultato il 30 settembre 2013 (archiviato il 30 settembre 2013).
30. ↑   Giovanni Alvaro, Roberto Formaggia, Guido Marone, Ricorso avverso convocazione CN del 26/05/2007, in Partitosocialista.org, 17 maggio 2007. URL consultato il 30 settembre 2013 (archiviato dall'url originale il 30 settembre 2013).
31. ↑   Caldoro segretario del Nuovo Psi, in Corriere della Sera, 25 giugno 2007,  p. 5. URL consultato il 30 settembre 2013 (archiviato dall'url originale il 30 settembre 2013).
32. ↑   Craxi e De Michelis: «Torniamo al Psi e al Garofano rosso», in Corriere della Sera, 16 giugno 2008. URL consultato il 30 settembre 2013 (archiviato dall'url originale il 30 settembre 2013).
«[...] Ma uno stop è subito arrivato da Lucio Barani, parlamentare del Pdl ed esponente del Nuovo Psi di Stefano Caldoro.»
33. ↑   Fabrizio De Feo, Caldoro: «Il Nuovo Psi ricomincia dai giovani», in Il Giornale, 25 giugno 2007. URL consultato il 16 febbraio 2020 (archiviato il 24 novembre 2016).
34. ↑   De Michelis: «Costituente socialista». Caldoro: «Tu vuoi andare a sinistra», in Corriere della Sera, 8 luglio 2007. URL consultato il 30 settembre 2013 (archiviato dall'url originale il 30 settembre 2013).
35. ↑   Nuovo Psi, De Michelis presidente, in TGcom24, 8 luglio 2007. URL consultato il 30 settembre 2013 (archiviato dall'url originale il 3 ottobre 2013).
36. ↑   Nuovo Psi, Battilocchio: «Costituente sia passo verso il futuro», in Adnkronos, 6 luglio 2007. URL consultato il 30 settembre 2013 (archiviato dall'url originale il 13 agosto 2014).
37. ↑   Pse: Schulz, siamo interessati unità socialisti italiani, in AGI, 7 luglio 2007. URL consultato il 19 ottobre 2016 (archiviato dall'url originale il 19 ottobre 2016).
38. ↑   Lanfranco Turci et al, La Costituente Laica Liberalsocialista si riunisce dopo Bertinoro a Chianciano il 7-8 luglio. Una lettera delle Associazioni promotrici, in Liberalsocialisti, 26 maggio 2007. URL consultato il 30 settembre 2013 (archiviato dall'url originale il 30 settembre 2013).
«In questo senso, come movimento, non possiamo nasconderci, ed anzi intendiamo far nostre le istanze di cambiamento di una società che invoca per un verso la modernizzazione, la laicità e la giustizia sociale, ma che per l'altro si sente sempre più distante e irritata dalla politica.»
39. 1 2 3   Varata la Costituente socialista, Boselli: «Il nuovo partito lo chiamerei Psi», in la Repubblica, 14 luglio 2007. URL consultato il 30 settembre 2013 (archiviato il 30 settembre 2013).
40. ↑   Lorenzo Fuccaro, Costituente socialista: Boselli raccoglie il fronte degli anti Pd, in Corriere della Sera, 15 luglio 2007. URL consultato il 30 settembre 2013 (archiviato dall'url originale il 2 luglio 2013).
41. ↑   Nicola Terracciano, Una cronaca dell'Assemblea della «Costituente Socialista» del 14 luglio, in Liberalsocialisti.org, 14 luglio 2007. URL consultato il 30 settembre 2013 (archiviato dall'url originale il 30 settembre 2013).
42. ↑   Enrico Boselli, Gavino Angius e Valdo Spini, Appello per un partito del socialismo europeo in Italia, in Partito Socialista Italiano, 31 agosto 2007. URL consultato il 30 settembre 2013 (archiviato il 30 settembre 2013).
43. ↑   Daniele Delbene, Un sogno che si trasforma in realtà, in DomaniSocialista, 5 ottobre 2007. URL consultato il 23 settembre 2013 (archiviato il 23 settembre 2013).
44. ↑   Maria Teresa Meli, Debuttano i socialisti: «Al governo serve un cambio di passo», in Corriere della Sera, 5 ottobre 2007. URL consultato il 30 settembre 2013 (archiviato dall'url originale il 30 settembre 2013).
45. 1 2   Maria Teresa Meli, I socialisti: «Dopo la manovra serve un nuovo esecutivo», in Corriere della Sera, 5 ottobre 2007. URL consultato il 30 settembre 2013 (archiviato dall'url originale il 30 settembre 2013).
46. ↑   Claudia Fusani, Laici e riformisti, torna il partito socialista: e la sinistra italiana si divide in tre, in la Repubblica, 5 ottobre 2007. URL consultato il 24 marzo 2014 (archiviato il 23 marzo 2014).
47. ↑   Mario Onesti, Socialisti italiani: dalla Costituente al nuovo Partito Socialista, «in Italia come in Europa», in Monesti, 8 ottobre 2007. URL consultato il 30 settembre 2013 (archiviato dall'url originale il 30 settembre 2013).
48. ↑   Gruppo: Socialisti e Radicali-RnP, su legxv.camera.it, Camera dei deputati (XV legislatura). URL consultato il 3 maggio 2013.
49. ↑   Lunedì incontro Pd-Socialisti, in la Repubblica, 9 febbraio 2008. URL consultato il 30 settembre 2013 (archiviato il 30 settembre 2013).
«[...] Nuovo incontro del Partito socialista con il Pd. Ad annunciarlo, parlando con la platea dei simpatizzanti a Napoli, è il vice presidente del Senato Gavino Angius: "Lunedì - dice - in mattinata, alle 9.30, ci incontreremo con Veltroni". "Noi - specifica Enrico Boselli parlando con i giornalisti - ci presentiamo alle Camera e al Senato con il nostro simbolo. Mi auguro che il Pd ci sottoponga una discussione attorno a un programma chiaro e riformista, e che accordi nascano da questa base e non da preclusioni preventive. Vedremo lunedì che accade".»
50. ↑   Di Pietro: «Fatto l'accordo con il Pd». Idv con il proprio simbolo in coalizione, poi gruppo unico in Parlamento., in Corriere della Sera, 13 febbraio 2008.
«Raggiunto l'accordo tra Partito democratico e Italia dei valori (Idv) per le prossime elezioni politiche. Lo ha confermato Antonio Di Pietro al termine dell'incontro con il segretario del Pd, Walter Veltroni [...] L'Idv sottoscriverà il programma del Pd e appoggerà Veltroni candidato premier, dopo le elezioni verrà costituito un unico gruppo parlamentare. [...] Molto critico con la decisione del Pd è il leader del Partito Socialista, Enrico Boselli: «Allearsi con Di Pietro ed escludere i socialisti è una decisione che non avrebbe bisogno di commenti» afferma. «È evidente che se l'obiettivo è quello di cancellare i socialisti, Veltroni ha trovato in Di Pietro un ottimo compagno di strada».»
51. ↑   Direzione Centrale dei Servizi Elettorali, Contrassegni ammessi alle elezioni politiche (PDF), su interno.gov.it, Ministero dell'interno, 10 marzo 2008. URL consultato il 3 maggio 2013 (archiviato il 30 settembre 2013).
52. 1 2   Claudia Fusani, Il no di Radicali e Socialisti, il Pd in trattative con Di Pietro, in la Repubblica, 11 febbraio 2008. URL consultato il 30 settembre 2013 (archiviato il 30 settembre 2013).
«È un fatto che l'incontro di stamani tra il candidato premier socialista Enrico Boselli e Veltroni si è concluso con un nulla di fatto. E un nulla di fatto, dopo una settimana in cui invece quell'accordo sembrava cosa fatta, ha il valore di uno stop brusco. Così Boselli e Angius stamani hanno lasciato il loft di piazza Sant'Anastasia dicendo: "Nessuno ci può chiedere di sciogliere il partito socialista, non abbiamo alcuna intenzione di annetterci". L'offerta del Pd è una sola: lasciare simbolo e premier e confluire in una sola lista.»
53. ↑   Pd, via libera alla coalizione con Di Pietro, in la Repubblica, 13 febbraio 2008. URL consultato l'11 giugno 2016.
«Pd-Idv: via libera all'apparentamento Fumata bianca dal loft. L'incontro tra Veltroni e Antonio Di Pietro si è concluso con la decisione di apparentare i due simboli in una minicoalizione.

Nelle liste ci saranno quindi due simboli però poi un gruppo unico alla Camera. Sarà una coalizione "in senso tecnico" con il Partito democratico, dice Di Pietro al termine dell'incontro con Veltroni. L'Idv farà poi parte dello stesso gruppo parlamentare del Pd. In futuro è auspicabile un'unica formazione Dopo che l'Idv avrà preso parte alle prossime elezioni politiche con il proprio simbolo, in coalizione con il Pd, e dopo che darà vita, sempre insieme al Pd, a un unico gruppo parlamentare "comincerà un percorso - dice Di Pietro - che porterà in futuro alla possibilità di una nostra confluenza in un unico partito".Abbiamo chiesto a socialisti e radicali la disponibilità a stare nelle nostre liste, come ha fatto Di Pietro. Questa la proposta che Veltroni rinnova alle due formazioni. Dev'essere chiaro che non vogliamo aggiungere altri simboli - spiega Veltroni - perché vogliamo creare un grande soggetto politico. Fassino: "Dopo le elezioni tutti nel gruppo unico" "Se altre forze vogliono venire con noi, le liste sono aperte - afferma l'ex segretario Ds Piero Fassino - Gli alleati possono venire con noi in campagna elettorale mantenendo il loro simbolo. Purché sia chiaro che dopo le elezioni devono entrare nel gruppo parlamentare del Pd".»
54. 1 2    Partito Socialista Italiano, Videomessaggio di George Papandreou, in occasione della manifestazione di Roma, su YouTube, 9 marzo 2008. URL consultato il 7 ottobre 2013 (archiviato il 7 ottobre 2013).
55. ↑   Angius: «Non sono più morti bianche ma omicidi impuniti», in Partito Socialista Italiano, 29 febbraio 2008. URL consultato il 7 ottobre 2013 (archiviato dall'url originale il 7 ottobre 2013).
56. ↑   Un patto laico per l'Italia, in Partito Socialista Italiano, 8 aprile 2008. URL consultato il 7 settembre 2013 (archiviato dall'url originale il 7 ottobre 2013).
57. ↑   Manifesto ecosocialista, su partitosocialista.it, Partito Socialista Italiano, 8 aprile 2008. URL consultato il 3 maggio 2013 (archiviato dall'url originale il 2 luglio 2013).
58. ↑   Grillini candidato sindaco a Roma per il Partito socialista, in Partito Socialista Italiano, 7 marzo 2008. URL consultato il 7 settembre 2013 (archiviato dall'url originale il 7 ottobre 2013).
59. ↑    Partito Socialista Italiano, Boselli lascia Porta a porta: «Regole truccate», su YouTube, 7 marzo 2008. URL consultato il 3 maggio 2013 (archiviato il 7 settembre 2013).
60. ↑   Boselli abbandona Porta a Porta per protesta: «Campagna elettorale truccata», in RaiNews24, 6 marzo 2008. URL consultato il 7 settembre 2013 (archiviato il 7 ottobre 2013).
61. ↑   Alessandro Sala, Boselli: «Noi socialisti come Zapatero», in Corriere della Sera, 25 marzo 2008. URL consultato il 7 settembre 2013 (archiviato il 7 ottobre 2013).
«Il leader del Ps ha infine difeso la scelta di utilizzare l'immagine di Gesù Cristo per uno spot elettorale, "nulla di blasfemo", anche perché "già in passato i socialisti si richiamavano alla sua figura" e perché "è stato lui il primo socialista della storia".»
62. ↑   «Corre il vento socialista»: il tir di Enrico Boselli a Firenze (PDF), su Partito Socialista Italiano, 3 maggio 2008. URL consultato il 3 maggio 2013 (archiviato dall'url originale il 10 giugno 2015).
«Enrico Boselli, segretario nazionale del Partito socialista e candidato premier, è arrivato oggi a Firenze a bordo del tir con cui sta conducendo la campagna elettorale in giro per l'Italia.»
63. ↑   [ARCHIVIO STORICO DELLE ELEZIONI] ― Elezione della Camera dei Deputati del 13 - 14 aprile 2008, su Ministero dell'interno. URL consultato il 15 aprile 2008 (archiviato il 7 ottobre 2013).
64. ↑   [ARCHIVIO STORICO DELLE ELEZIONI] ― Elezione del Senato della Repubblica del 13 - 14 aprile 2008, su Ministero dell'interno. URL consultato il 7 settembre 2013 (archiviato il 7 settembre 2013).
65. ↑   Socialisti sotto l'1 per cento: «Crollo inatteso», in Corriere della Sera, 15 aprile 2008. URL consultato il 10 settembre 2013 (archiviato il 10 ottobre 2013).
66. ↑   Boselli lascia la guida dei Socialisti: «Veltroni ha regalato il paese a Silvio», in La Stampa, 14 aprile 2008. URL consultato il 10 settembre 2013 (archiviato il 10 ottobre 2013).
67. ↑   UIAS (Unità, Identità, Autonomia e Sinistra Socialista), «Progetto e Ricambio» (PDF), su Partito Socialista Italiano, 2008. URL consultato il 2 marzo 2013 (archiviato dall'url originale il 25 luglio 2012).
68. ↑   Assemblea dei mille: testi e audiovideo, su Radicali Italiani, 4 maggio 2008. URL consultato il 3 maggio 2013 (archiviato il 10 ottobre 2013).
69. ↑   Pia Locatelli, Mauro Del Bue, Franco Grillini, Lanfranco Turci e Francesco  Mosca, «Prima la politica» (PDF), in Partito Socialista Italiano, 2008. URL consultato il 2 marzo 2013 (archiviato dall'url originale il 25 luglio 2012).
70. ↑   Gavino Angius, Gianni De Michelis e Valdo Spini, «Un nuovo inizio per il Partito Socialista» (PDF), su Partito Socialista Italiano, 2008. URL consultato il 2 marzo 2013 (archiviato dall'url originale il 25 luglio 2012).
71. ↑   Redazione, Veltroni fischiato al congresso socialista «Senza blocca processi il clima cambia», in il Giornale, 5 luglio 2008. URL consultato il 3 settembre 2013 (archiviato dall'url originale il 2 luglio 2013).
72. ↑   Daniele Bernardini, I socialisti chiudono con Nencini eletto segretario, in la Nazione, 7 luglio 2008. URL consultato il 3 settembre 2013 (archiviato il 3 settembre 2013).
73. ↑   Craxi: «E Gavino Angius tornò a casa», in Partito Socialista Italiano, 20 ottobre 2008. URL consultato il 10 settembre 2013 (archiviato dall'url originale il 10 ottobre 2013).
74. ↑   Gavino Angius: «Guardo al Pd, la costituente socialista è fallita», in Partito Democratico, 29 settembre 2008. URL consultato il 10 ottobre 2013 (archiviato dall'url originale il 10 ottobre 2013).
75. ↑   Nencini contro la Rai in sciopero della fame, in la Repubblica, Firenze, 4 ottobre 2008. URL consultato il 13 settembre 2013 (archiviato il 3 settembre 2013).
76. ↑   Rai: giovedì Napolitano riceve Nencini in sciopero della fame, in Adnkronos, 10 luglio 2008. URL consultato il 13 settembre 2013 (archiviato il 3 settembre 2013).
77. ↑    Partito Socialista Italiano, Il punto della settimana del 7 ottobre 2008, su YouTube, 7 ottobre 2008. URL consultato il 3 maggio 2013 (archiviato il 3 settembre 2013).
78. ↑   Eduardo Di Blasi, Angius & co, primi passi socialisti verso il Partito democratico: «La manifestazione del 25 ottobre? Ci saremo», in L'Unità, 19 ottobre 2008. URL consultato il 10 ottobre 2013 (archiviato dall'url originale il 10 ottobre 2013).
79. ↑   Sinistra per la libertà: Marco di Lello apre la direzione socialista, in Partito Socialista Italiano, 5 marzo 2009. URL consultato il 10 ottobre 2013 (archiviato dall'url originale il 10 ottobre 2013).
80. ↑   I socialisti di Bobo Craxi: «Autonomi da tutti», in Corriere della Sera, 11 ottobre 2009. URL consultato il 10 ottobre 2013 (archiviato il 10 ottobre 2013).
81. ↑   Carlo Ciavoni, Simona Poli, I socialisti oscurano il sito di Sinistra e Libertà: la coalizione è in crisi e c'è rischio di scissione, in la Repubblica, 13 novembre 2009. URL consultato il 10 ottobre 2013 (archiviato il 10 ottobre 2013).
82. ↑   Sinistra e libertà addio, scissione a colpi di mouse, in Kataweb, 14 novembre 2009. URL consultato il 10 ottobre 2013 (archiviato il 10 ottobre 2013).
83. ↑   AA.VV., Partito socialista italiano (PSI), in Enciclopedia Treccani (Istituto dell'Enciclopedia Italiana). URL consultato il 10 ottobre 2013 (archiviato il 10 ottobre 2013).
84. ↑   Conclusa la campagna di adesione 2009: Bobo Craxi ha rinnovato la tessera del Psi., in Partito Socialista Italiano, 1º febbraio 2010. URL consultato il 10 ottobre 2013 (archiviato dall'url originale il 10 ottobre 2013).
85. ↑   Elezioni: terzi nel centrosinistra dopo PD e IdV, in Partito Socialista Italiano (Bologna), 1º aprile 2010 (archiviato dall'url originale il 10 ottobre 2013).
86. 1 2   Secondo congresso nazionale, in Partito Socialista Italiano, luglio 2010. URL consultato il 6 novembre 2015 (archiviato il 6 novembre 2015).
87. 1 2   SECONDO CONGRESSO NAZIONALE DEL PARTITO SOCIALISTA ITALIANO (Perugia 9, 10, 11 luglio 2010) (PDF), in Partito Socialista Italiano, luglio 2010. URL consultato il 6 novembre 2015 (archiviato il 6 novembre 2015).
88. ↑   E chi è Nencini?, in il Post, 15 ottobre 2012. URL consultato il 28 ottobre 2013 (archiviato il 28 ottobre 2013).
89. ↑   Celebrato il Congresso regionale del PSI, il 28 gennaio a Bari, in Partito Socialista Italiano (Puglia), 31 gennaio 2011. URL consultato il 23 ottobre 2013 (archiviato il 23 ottobre 2013).
90. ↑   Il Psi cambia, Tricolore nel nuovo simbolo, in Corriere della Sera, 4 aprile 2011. URL consultato il 23 ottobre 2013 (archiviato il 23 ottobre 2013).
91. ↑   L'ex ministro Antonio Guidi si iscrive al PSI, in Partito Socialista Italiano, 28 luglio 2011. URL consultato il 23 ottobre 2013 (archiviato dall'url originale il 23 ottobre 2013).
92. ↑   Carlo Vizzini aderisce al Psi e non voterà la fiducia, in Blitz Quotidiano, 9 novembre 2011. URL consultato il 10 settembre 2013 (archiviato il 10 ottobre 2013).
93. ↑   Ecco la carta d’intenti Pd-Sel-Psi: «Patto vincolante sul programma», in La Stampa, 13 ottobre 2012. URL consultato il 23 ottobre 2013 (archiviato il 23 ottobre 2013).
94. ↑   Pier Luigi Bersani, Nichi Vendola e Riccardo Nencini, Carta di Intenti (PDF), su Italia. Bene Comune, 13 ottobre 2012. URL consultato il 26 maggio 2013 (archiviato dall'url originale il 22 ottobre 2012).
95. ↑   Primarie, il Psi invita gli elettori al voto: «Bersani per un’Italia migliore», su IVG.it, 28 novembre 2012. URL consultato il 2 maggio 2013 (archiviato il 23 ottobre 2013).
96. ↑   Nencini: «I socialisti forti come alle origini», su Partito Socialista Italiano, 11 gennaio 2013. URL consultato il 2 maggio 2013 (archiviato dall'url originale il 23 ottobre 2013).
97. ↑   Letta incassa la fiducia del parlamento e parte per il tour europeo, su AGI, 30 aprile 2013. URL consultato il 4 maggio 2013 (archiviato dall'url originale il 13 maggio 2013).
98. ↑   Giampiero Marrazzo, Nencini: «Siamo i sostenitori di un governo di responsabilità ma sui provvedimenti valuteremo caso per caso», su Avanti!, 3 maggio 2013. URL consultato il 4 maggio 2013 (archiviato dall'url originale il 23 ottobre 2013).
99. ↑   Roma, Nencini (Psi): «Da Marino gesto di coraggio», su AgenParl, 22 maggio 2013. URL consultato il 22 maggio 2013 (archiviato dall'url originale il 22 maggio 2013).
100. ↑   Psi e Radicali insieme per i referendum, in Corriere della Sera, 29 agosto 2013. URL consultato il 27 ottobre 2013 (archiviato il 27 ottobre 2013).
101. ↑   Referendum sulla giustizia, Nencini: «Una battaglia giusta», in Corriere della Sera, 29 agosto 2013. URL consultato il 27 ottobre 2013 (archiviato il 27 ottobre 2013).
102. ↑   Referendum sulla giustizia, Nencini: «Una battaglia giusta», in Corriere della Sera, 30 luglio 2013. URL consultato il 28 ottobre 2013 (archiviato il 28 ottobre 2013).
103. ↑   Kermesse Psi sull'Europa, chiude Nencini, in la Repubblica, 11 settembre 2013. URL consultato il 27 ottobre 2013 (archiviato dall'url originale il 29 ottobre 2013).
104. ↑   Europee 2014: Nencini, Psi lancia comitato pro Schulz, in ANSA, 21 ottobre 2013. URL consultato il 28 ottobre 2013 (archiviato il 28 ottobre 2013).
105. ↑   Carlo Patrignani, Socialisti europei: «Martin Schulz candidato unico a elezioni 2014», in The Huffington Post (Italia), 24 giugno 2013. URL consultato il 28 ottobre 2013 (archiviato il 28 ottobre 2013).
106. ↑   Di Lello (Psi): «Arrivare alle europee con una sinistra unita», in ilVelino/AGV NEWS, 31 ottobre 2013. URL consultato il 3 novembre 2013 (archiviato il 3 novembre 2013).
107. ↑   poi dichiarato ineleggibile, su online-news.it. URL consultato l'8 giugno 2016 (archiviato dall'url originale il 12 ottobre 2016).
108. ↑   Accordo con il Pd, mal di pancia nel Psi, in Alto Adige, 9 agosto 2013. URL consultato il 28 ottobre 2013 (archiviato dall'url originale il 28 ottobre 2013).
109. ↑   Nencini, diritti civili e sociali, in ANSA, 11 ottobre 2013. URL consultato il 28 ottobre 2013 (archiviato il 28 ottobre 2013).
110. ↑   Schuster e Zoller saranno i capilista dei Riformisti, in Trentino, 17 settembre 2013. URL consultato il 29 ottobre 2013 (archiviato dall'url originale il 29 ottobre 2013).
111. ↑   LE LISTE/14»RIFORMISTI PER L’AUTONOMIA, in Trentino, 14 ottobre 2013. URL consultato il 29 ottobre 2013 (archiviato dall'url originale il 29 ottobre 2013).
112. ↑   Emanuele Buzzi, «Missione» Basilicata: i 5 Stelle inviano ventidue parlamentari, in Corriere della Sera, 9 novembre 2013. URL consultato il 15 novembre 2013 (archiviato il 15 novembre 2013).
«[...]  il candidato del centrosinistra Marcello Pittella, fratello di Gianni Pittella, candidato alla segreteria del Partito democratico e vicepresidente del Parlamento europeo. La coalizione che lo sostiene comprende Pd, Psi, Idv, Centro democratico e due liste civiche e vuole confermare il successo di Vito De Filippo del 2010 (oltre il 60% dei voti) [...]»
113. ↑   RISULTATO ELEZIONI BASILICATA 2013/Regionali: le parole di Marcello Pittella, oggi 19 novembre (aggiornamento 12:30), in ilSussidiario.net, 19 novembre 2013. URL consultato il 19 novembre 2013 (archiviato dall'url originale il 21 novembre 2013).
«[...] Buon risultato del Partito Socialista italiano che vede ben 17.680 preferenze (7.47%), pari a un seggio. [...]»
114. ↑   Contrari e favorevoli alla decadenza di Berlusconi, in un grafico, in Internazionale, 27 novembre 2013. URL consultato il 27 novembre 2013 (archiviato il 27 novembre 2013).
115. ↑   B-Day, Zeller (Aut-Psi-Maie): «Voteremo a favore della decadenza», in ASCA, 27 novembre 2013. URL consultato il 27 novembre 2013 (archiviato dall'url originale il 27 novembre 2013).
116. ↑   Berlusconi non è più senatore, respinti odg per salvarlo, in ilVelino/AGV NEWS, 27 novembre 2013. URL consultato il 27 novembre 2013 (archiviato il 27 novembre 2013).
117. ↑   Enrico Buemi et al., La società della fiducia (PDF), su Partito Socialista Italiano, 2013. URL consultato il 28 novembre 2013 (archiviato dall'url originale il 3 dicembre 2013).
118. ↑   Per una nuova forza Socialista nella sinistra italiana (PDF), su Partito Socialista Italiano, 2013. URL consultato il 28 novembre 2013 (archiviato dall'url originale il 3 dicembre 2013).
119. ↑   Angelo Sollazzo et al., Mozione per il cambiamento e la rigenerazione del PSI (PDF), su partitosocialista.it, 2013. URL consultato il 28 novembre 2013 (archiviato dall'url originale il 3 dicembre 2013).
120. 1 2   Nencini rieletto segretario: «Il Psi sarà leale a Letta», in la Repubblica, 2 dicembre 2013. URL consultato il 6 dicembre 2013 (archiviato il 6 dicembre 2013).
121. ↑   Terzo Congresso Psi: Riccardo Nencini rieletto segretario, in Avanti!, 2 dicembre 2013. URL consultato il 6 dicembre 2013 (archiviato dall'url originale il 6 dicembre 2013).
122. ↑   Venezia: Letta a passeggio in città prima del 3* congresso Psi, in ASCA, 29 novembre 2013. URL consultato il 6 dicembre 2013 (archiviato dall'url originale il 6 dicembre 2013).
123. ↑   Governo: Di Lello (Psi), sì fiducia per non tradire speranza paese, in ASCA, 25 febbraio 2014. URL consultato il 1º marzo 2014 (archiviato dall'url originale il 1º marzo 2014).
124. ↑   Per Renzi fiducia anche dalla Camera, in RaiNews, 26 febbraio 2014. URL consultato il 1º marzo 2014 (archiviato il 1º marzo 2014).
125. ↑   Governo: Nencini (Psi), si' a fiducia, obiettivo riforme radicali, in Libero, 24 febbraio 2014. URL consultato il 1º marzo 2014 (archiviato dall'url originale il 1º marzo 2014).
126. ↑   Dino Martirano, Sottosegretari, accontentati i partiti, in Corriere della Sera, 1º marzo 2014,  pp. 8-9. URL consultato il 19 marzo 2014 (archiviato il 19 marzo 2014).
127. ↑   Governo. Nencini vice ministro alle Infrastrutture, in Avanti!, 28 febbraio 2014. URL consultato il 1º marzo 2014 (archiviato dall'url originale il 1º marzo 2014).
128. ↑   Comi, Nencini viceministro buona notizia, in ANSA, 28 febbraio 2014. URL consultato il 1º marzo 2014 (archiviato il 1º marzo 2014).
129. ↑   Psi: B.Craxi, Nencini affronti questione incompatibilita' cariche, in Adnkronos, 1º marzo 2014. URL consultato il 2 marzo 2014 (archiviato il 1º marzo 2014).
130. ↑   Mauro del Bue, Direzione Psi contro la legge BR, in Avanti!, 19 marzo 2014. URL consultato il 19 marzo 2014 (archiviato dall'url originale il 19 marzo 2014).
131. ↑   L. Elettorale: Locatelli (PSI), su parità di genere no ai disktat di Berlusconi, in AgenParl, 6 marzo 2014. URL consultato il 6 marzo 2014 (archiviato dall'url originale il 6 marzo 2014).
132. ↑   L. Elettorale: Di Lello (PSI), sbarramento 8% è negazione democrazia, in AgenParl, 6 marzo 2014. URL consultato il 6 marzo 2014 (archiviato dall'url originale il 6 marzo 2014).
133. ↑   L. elettorale, Bobo Craxi (Psi): «Italicum molto simile a sistemi elettorali turco e russo», in il Velino/AGV NEWS, 21 gennaio 2014. URL consultato il 6 marzo 2014 (archiviato il 6 marzo 2014).
134. ↑   Approvato Italicum, Renzi: «Politica 1-Disfattismo 0», in l'Unità, 12 marzo 2014. URL consultato il 14 marzo 2014 (archiviato dall'url originale il 14 marzo 2014).
135. ↑   Carlo Correr, È peggio del Porcellum, ma piace a PD e FI, in Avanti!, 12 marzo 2014. URL consultato il 14 marzo 2014 (archiviato dall'url originale il 14 marzo 2014).
«I tre parlamentari del Psi, presenti in Aula, hanno votato a favore pur esprimendo una serie di riserve [...]»
136. ↑   On. Raimondo Perra, su Consiglio regionale della Sardegna, 4 aprile 2019. URL consultato il 14 febbraio 2020 (archiviato dall'url originale il 14 febbraio 2020).
137. ↑   Elezioni europee, Guerini: Siglato patto federativo Pd-Psi, in ilVelino/AGV NEWS, 4 aprile 2014. URL consultato il 5 aprile 2014 (archiviato il 5 aprile 2014).
138. ↑   Europee: Nencini(Psi), bene collaborazione con Pd. Candidature condivise, in ASCA, 3 aprile 2014. URL consultato il 5 aprile 2014 (archiviato dall'url originale il 5 aprile 2014).
139. ↑   Francesco Maesano, Pd e Psi stringono un patto federativo a partire dalle europee, in Europa, 10 aprile 2014. URL consultato il 5 maggio 2014 (archiviato dall'url originale il 5 maggio 2014).
140. ↑   Europee. Pisani: I candidati del Psi al P.E. garanzia e certezza per il futuro dell'Italia in Europa, in Partito Socialista Italiano. URL consultato il 16 maggio 2014 (archiviato dall'url originale il 27 maggio 2014).
141. ↑   Patto federativo PD-PSI, lista e simbolo insieme, in Partito Democratico, 10 aprile 2014. URL consultato il 5 maggio 2014 (archiviato dall'url originale il 5 maggio 2014).
142. ↑   Regionali: tutte le alleanze per il voto del 31/5, in ANSA, 2 aprile 2015. URL consultato il 16 ottobre 2015 (archiviato il 16 ottobre 2015).
143. 1 2   Campania: Di Lello, alleanza Pd-Psi certa, darò mano a squadra, in Adnkronos, 2 marzo 2015. URL consultato il 6 marzo 2015 (archiviato il 6 marzo 2015).
144. ↑   Primarie Campania: Di Lello, prendo atto del risultato (5.5%). Il Psi c'e', in Partito Socialista Italiano, 2 marzo 2015. URL consultato il 6 marzo 2015 (archiviato dall'url originale il 6 marzo 2015).
145. ↑   Il consigliere regionale Psi Enzo Maraio: «Nuova giunta regionale di altissimo profilo. I socialisti accanto a De Luca», in Salerno Notizie, 7 luglio 2015. URL consultato il 16 ottobre 2015 (archiviato il 16 ottobre 2015).
146. ↑   Elezioni regionali 2015 in Campania, tutti i cinquanta consiglieri eletti, in Torresette.news, 1º giugno 2015. URL consultato il 16 ottobre 2015.
147. 1 2   Uniti per le Marche per centrosinistra, in ANSA, Marche, 1º maggio 2015. URL consultato il 15 ottobre 2015 (archiviato l'11 settembre 2015).
148. ↑   Marche, verso la nuova giunta regionale. Catraro: «Chiederò un assessore socialista», in Corriere Adriatico, Ancona, 7 giugno 2015. URL consultato il 15 ottobre 2015 (archiviato il 15 ottobre 2015).
149. ↑   Albino Salmaso, Il Pd presenta le liste: «Squadra rinnovata Moretti può vincere», in Il Mattino, Padova, 12 aprile 2015. URL consultato il 16 ottobre 2015 (archiviato il 16 ottobre 2015).
150. ↑   Veneto. Anche il Psi sostiene Moretti per la corsa in regione, in Avanti!, 23 aprile 2015. URL consultato il 16 ottobre 2015 (archiviato dall'url originale il 16 ottobre 2015).
151. ↑   Giuseppina Piovesana, Dalla Libera, il sindaco ex dc prestato al centrosinistra: «Con me civiche in Regione», in La Tribuna di Treviso, 17 giugno 2015. URL consultato il 16 ottobre 2015 (archiviato il 16 ottobre 2015).
152. ↑   Regionali, il PSI nella lista ‘Il popolo toscano’, in Avanti!, 10 aprile 2015. URL consultato il 16 ottobre 2015 (archiviato dall'url originale il 16 ottobre 2015).
153. ↑   Elezioni regionali, nasce ‘Popolo Toscano’: sarà l’unica lista alleata del PD, in gonews.it, 13 marzo 2015. URL consultato il 16 ottobre 2015 (archiviato il 16 ottobre 2015).
154. ↑   Toscana, liste e risultati, in la Repubblica, 10 giugno 2015. URL consultato il 16 ottobre 2015 (archiviato il 16 ottobre 2015).
155. ↑  Silvano Rometti apre la campagna elettorale.
156. ↑  Giuseppe Chianella nominato assessore regionale dell'Umbria. Archiviato il 30 giugno 2016 in Internet Archive.
157. 1 2   Lello Di Gioia lascia il Psi: «Così difendo il partito», in Corriere del Mezzogiorno, 12 giugno 2015. URL consultato il 7 novembre 2015 (archiviato il 7 novembre 2015).
158. ↑   Crac ‘Don Uva’, l’on. Di Gioia lascia il PSI: “Non ho ricevuto avviso di garanzia”, in Foggia Today, 12 giugno 2015. URL consultato il 7 novembre 2015 (archiviato il 7 novembre 2015).
159. 1 2   Maria Teresa Meli, Di Lello: «Ora il Psi deve aderire al progetto dei Democratici», in Corriere della Sera, 31 luglio 2015. URL consultato il 15 ottobre 2015 (archiviato il 15 ottobre 2015).
160. 1 2   Napoli, Nencini: «Psi sarà decisivo ad amministrative 2016. Di Lello, scelta solitaria», in AgenParl, 4 settembre 2015. URL consultato il 16 ottobre 2015 (archiviato il 16 ottobre 2015).
161. 1 2   Mauro Del Bue, Partito, Di Lello va nel PD. Nencini: «Scelta personale», in Avanti!, 31 luglio 2015. URL consultato il 15 ottobre 2015 (archiviato dall'url originale il 15 ottobre 2015).
162. ↑   Napoli, Maraio (Psi): «Non ci scioglieremo nel Pd. Abbiamo la forza per guardare al futuro», in AgenParl, 4 settembre 2015. URL consultato il 17 ottobre 2015 (archiviato il 16 ottobre 2015).
163. ↑   Gioia Sgarlata, Claudio Fava va nel gruppo socialista alla Camera: «Una scelta tecnica», in la Repubblica, 21 novembre 2014. URL consultato il 19 marzo 2016 (archiviato dall'url originale il 19 marzo 2016).
164. ↑   Nasce «Sinistra italiana». Code e cori con Bella Ciao. Fassina: «Noi alternativi all'Happy Days di Renzi», in Corriere della Sera, 7 novembre 2015. URL consultato il 19 marzo 2016 (archiviato l'8 novembre 2015).
165. ↑   Sicilia: Nencini, Psi decisivo all'Ars, in AGI, 14 ottobre 2015. URL consultato il 17 ottobre 2015 (archiviato dall'url originale il 16 ottobre 2015).
166. ↑   Crocetta senza Megafono, deputati passano nel Psi, in Avanti!, 14 ottobre 2015. URL consultato il 17 ottobre 2015 (archiviato dall'url originale il 16 ottobre 2015).
167. ↑   Giacinto Pipitone, Il Megafono si sgretola, Crocetta perde tutti i deputati all'Ars, in Giornale di Sicilia, 14 ottobre 2015. URL consultato il 17 ottobre 2015 (archiviato il 16 ottobre 2015).
168. ↑  Ars, costituito intergruppo parlamentare fra Psi e Sicilia Futura in Giornale di Sicilia on line del 14 dicembre 2016
169. ↑   LO MONTE Carmelo, su camera.it, Camera dei deputati, 2016. URL consultato il 19 marzo 2016 (archiviato il 19 marzo 2016).
170. 1 2   Goffredo de Marchis, Psi a congresso, nuova scissione sul legame con Renzi, in la Repubblica, 15 aprile 2016. URL consultato il 15 febbraio 2020 (archiviato il 21 dicembre 2016).
171. ↑   Nicola Marzo, Dal Congresso nazionale del Psi, in Lucidamente, 1º maggio 2016. URL consultato il 15 febbraio 2020 (archiviato il 17 maggio 2016).
172. ↑  Terminati i lavori al congresso Psi, Nencini confermato segretario: De Luca ironizza sulla sinistra in Salernotoday.it
173. ↑   Referendum popolare del 17 aprile 2016 — Elenco dei soggetti politici ai sensi dell’articolo 2, comma 2, della delibera n. 73/16/Cons — Soggetti politici favorevoli – Soggetti politici contrari o che si esprimono per l’astensione o la non partecipazione al voto (PDF), su agcom.it, Autorità per le garanzie nelle comunicazioni, 8 marzo 2016. URL consultato il 19 marzo 2016 (archiviato il 19 marzo 2016).
174. ↑   Psi Basilicata voterà Sì al referendum del 17 aprile sulle trivelle in mare, in sassilive.it, 3 marzo 2016. URL consultato il 19 marzo 2016 (archiviato dall'url originale il 19 marzo 2016).
175. ↑   Referendum trivelle, PSI Vicenza: i cittadini devono andare a votare, in VicenzaPiù, 18 marzo 2016. URL consultato il 19 marzo 2016 (archiviato il 19 marzo 2016).
176. ↑   Referendum, il PSI siciliano contro le trivellazioni, in TrapaniOggi, 24 febbraio 2016. URL consultato il 19 marzo 2016 (archiviato il 19 marzo 2016).
177. ↑   Daniele Unfer, Referendum. Nencini: «I motivi per votare sì», in Avanti!, 23 novembre 2016. URL consultato il 15 febbraio 2020 (archiviato dall'url originale il 24 novembre 2016).
178. 1 2   Orlando Sacchelli, Referendum, Bobo Craxi: «Vi spiego perché i socialisti sono per il No», in Il Giornale, 1º dicembre 2016. URL consultato il 15 febbraio 2020 (archiviato il 16 febbraio 2020).
179. ↑   Chi siamo, in Comitato socialista per il NO, 10 febbraio 2016. URL consultato il 15 febbraio 2020 (archiviato dall'url originale il 3 gennaio 2017).
180. 1 2 3 4   Concetto Vecchio, Psi, brogli al congresso nazionale: il tribunale sospende gli effetti delle elezioni, in la Repubblica, 30 dicembre 2016. URL consultato il 30 dicembre 2016 (archiviato il 31 dicembre 2016).
181. ↑   Nencini succede a Nencini, irregolare il congresso Psi, in il Fatto Quotidiano, 31 dicembre 2016. URL consultato il 31 dicembre 2016 (archiviato il 31 dicembre 2016).
182. ↑   Psi: Tribunale sospende nomina Nencini, in ANSA, 22 settembre 2016. URL consultato il 31 dicembre 2016 (archiviato il 31 dicembre 2016).
183. 1 2   Psi, Nencini confermato segretario liquida Craxi: «Quel socialista lì vada dove gli pare», in la Repubblica, 19 marzo 2017. URL consultato il 19 marzo 2017 (archiviato il 19 marzo 2017).
184. 1 2 3   Silvio Buzzanca, Psi, congresso 'riparatore': Nencini propone alleanza europea e riformista. Ma minoranza guarda a Mdp, in la Repubblica, 18 marzo 2017. URL consultato il 19 marzo 2017 (archiviato il 19 marzo 2017).
185. ↑   Catania, Giorgetti: “Se il Sud non riparte, il Nord non se la cava. Sì al ponte, non contrario al casinò”. Anche l’on. Carmelo Lo Monte aderisce a Noi con Salvini | Mobile Magazine - Informazione Libera, su mobmagazine.it. URL consultato l'8 novembre 2017 (archiviato dall'url originale il 19 giugno 2018).
186. ↑   Sicilia: Psi, Sicilia Futura e Cfcd insieme a sostegno di Micari, in Libero, 2 ottobre 2017. URL consultato il 12 febbraio 2020 (archiviato l'11 febbraio 2020).
187. ↑   Antonio Giordano, Sicilia Futura e Psi con Micari: «Coalizione da 40 per cento», in Live Sicilia, 19 settembre 2017. URL consultato il 12 febbraio 2020 (archiviato dall'url originale il 20 maggio 2019).
188. ↑   Nasce gruppo unico all'Ars Sicilia Futura-Psi, Cardinale annuncia: «Non mi candido per le regionali», in Blog Sicilia, 19 settembre 2017. URL consultato il 12 febbraio 2020 (archiviato dall'url originale il 9 novembre 2017).
189. ↑   «Insieme» con il Pd: ecco il simbolo della lista Psi-Verdi-Prodiani, in la Repubblica, 14 dicembre 2017. URL consultato il 12 febbraio 2020 (archiviato il 16 ottobre 2018).
190. ↑   Alberto Sofia, «Insieme», Psi con Verdi e prodiani alleati di Renzi: «Non siamo civette o mosche cocchiere». E c'è chi azzarda: «7-8%», in Il Fatto Quotidiano, 14 dicembre 2017. URL consultato il 25 gennaio 2018 (archiviato dall'url originale il 22 dicembre 2017).
191. ↑   Ecco i candidati Socialisti alle elezioni del 4 Marzo, in Partito Socialista, 2017. URL consultato il 12 febbraio 2020 (archiviato dall'url originale il 3 marzo 2018).
192. ↑   Adnkronos, Psi: respinte dimissioni Nencini, ora stati generali riformismo, su affaritaliani.it, Affaritaliani.it, 13 marzo 2018. URL consultato il 16 aprile 2019 (archiviato il 12 febbraio 2020).
193. ↑   Maraio si prende il Psi: domenica l'elezione da segretario, su Il Mattino. URL consultato il 16 aprile 2019 (archiviato il 14 febbraio 2020).
194. ↑   Più Europa più Psi, su avantionline.it. URL consultato il 16 aprile 2019.
195. ↑   Renzi, benvenuto in Iv al consigliere umbro Fora - Umbria, su Agenzia ANSA, 6 marzo 2023. URL consultato il 23 aprile 2024.
196. ↑   Ettore Maria Colombo, Le richieste al Conte 2 dei "nanetti" in Parlamento. Ai piccoli partiti è venuta la tosse, in Tiscali News, 4 settembre 2019. URL consultato il 14 febbraio 2020 (archiviato il 14 febbraio 2020).
197. ↑   Governo, Nencini: «Psi voterà fiducia a Conte», in Il Mattino, 10 settembre 2019. URL consultato il 14 febbraio 2020 (archiviato il 14 febbraio 2020).
198. ↑   Grazie a Nencini Renzi avrà un gruppo autonomo anche in Senato. Boschi: «Può essere che qualcuno lasci il centrodestra», in la Repubblica, 19 settembre 2019. URL consultato il 19 settembre 2019 (archiviato il 19 settembre 2019).
199. ↑   Senato, torna il gruppo Psi: Renzi e i suoi si uniscono con i socialisti di Nencini, in Il Fatto Quotidiano, 19 settembre 2019. URL consultato il 19 settembre 2019 (archiviato il 19 settembre 2019).
200. ↑   Nascono i gruppi di Italia Viva alla Camera ed al Senato, in ANSA, 19 settembre 2019. URL consultato il 19 settembre 2019 (archiviato il 19 settembre 2019).
201. ↑   Enzo Maraio, Socialisti, torna il garofano: diritti, lavoro, libertà, in Il Riformista, 26 novembre 2019. URL consultato il 13 dicembre 2019 (archiviato il 13 dicembre 2019).
202. ↑   Anna Marchetti, Simbolo Psi, il Partito Socialista conferma il garofano, in Il Resto del Carlino (Fano, 16 settembre 2019. URL consultato il 14 febbraio 2020 (archiviato il 14 febbraio 2020).
203. ↑   Pier Giorgio Carloni, +Europa, Pri e Psi in campo alle regionali, con Bonaccini, per evitare «il salto nel buio», in Ravennanotizie.it, 13 dicembre 2019. URL consultato l'8 gennaio 2020 (archiviato dall'url originale il 13 dicembre 2019).
204. ↑   Calabria. I candidati socialisti a sostegno di Pippo Callipo, in Partito Socialista Italiano, dicembre 2019. URL consultato il 14 febbraio 2020 (archiviato il 14 febbraio 2020).
205. ↑   Regionali, partiti del centro sinistra uniti con Oliverio, in CN24, 1º dicembre 2019. URL consultato il 14 febbraio 2020 (archiviato il 14 febbraio 2020).
206. ↑   PSI - PARTITO SOCIALISTA ITALIANO, in Regione Campania, settembre 2020. URL consultato il 5 ottobre 2020 (archiviato il 5 ottobre 2020).
207. ↑   Regionali, nasce lista Puglia solidale e Verde a sostegno Governatore, in La Gazzetta del Mezzogiorno, 17 giugno 2020. URL consultato il 5 ottobre 2020 (archiviato il 5 ottobre 2020).
208. ↑   Italia Viva – Psi- Demos - Civici per le Marche: i candidati, in Ancona Today, 1º settembre 2020. URL consultato il 4 ottobre 2020 (archiviato il 4 ottobre 2020).
209. ↑   Antonio Salvatore Sassu, Massimo Seri: alternativi ai populismi di destra e di sinistra, in Avanti!, 1º ottobre 2020. URL consultato il 4 ottobre 2020 (archiviato il 4 ottobre 2020).
210. ↑   Regionali Toscana, ecco il simbolo dell'alleanza di Italia Viva e +Europa, in La Nazione, 4 agosto 2020. URL consultato il 5 ottobre 2020 (archiviato il 5 ottobre 2020).
211. ↑   Gabriele Maestri, La lista sfumata di Italia viva (con Psi e Civica per il Veneto) per Sbrollini, in www.isimbolidelladiscordia.it, 31 luglio 2020. URL consultato il 5 ottobre 2019 (archiviato il 5 ottobre 2020).
212. ↑   Martina Zambon, Elezioni regionali 2020 in Veneto, chi sono i candidati, in Corriere del Veneto, 17 settembre 2020. URL consultato il 5 ottobre 2020 (archiviato il 5 ottobre 2020).
213. ↑   Volpe eletto consigliere regionale, esulta il PSI di Castel San Giorgio e della Valle dell'Irno, su SalernoToday. URL consultato il 12 giugno 2024.
214. ↑   Vota PSI e NO, in Avanti!, 19 settembre 2020. URL consultato il 27 gennaio 2021 (archiviato il 30 ottobre 2020).
215. ↑   Taglio parlamentari. Longo (Psi): «Ho votato contro! Sono a favore di più democrazia!», in Partito Socialista Italiano, 2020. URL consultato il 27 gennaio 2021.
216. ↑   Riforme. PSI aderisce a raccolta firme contro taglio parlamentari. Maraio: «Approntare modifiche», in Partito Socialista, 9 ottobre 2019. URL consultato il 29 gennaio 2021 (archiviato il 29 gennaio 2021).
217. ↑   Elezioni Roma, Bobo Craxi capolista del PSI a sostegno di Gualtieri, su RomaToday. URL consultato il 3 settembre 2021.
218. ↑   Valerio Pizzuti candidato sindaco di Grosseto per Italia Viva, Psi e Azione, su Il Tirreno. URL consultato il 12 giugno 2024.
219. ↑   A Cosenza la sorprendente vittoria in rimonta di un Caruso sull’altro, su Agi. URL consultato il 20 ottobre 2021.
220. ↑   Elenco dei soggetti politici ai sensi dell’articolo 2 della delibera n. 135/22/CONS (PDF), su agcom.it, 6 maggio 2022.
221. ↑   La mobilitazione socialista sui referendum per la Giustizia: intervista a Enzo Maraio, su radioradicale.it, 13 aprile 2022.
222. ↑   giada, CONGRESSO PSI - IL PROGRAMMA, su Partito Socialista Italiano, 12 luglio 2022. URL consultato il 13 agosto 2022.
223. ↑   Alessandro ha detto, Congresso PSI: Enzo Maraio confermato Segretario, su salernonotizie.it, 17 luglio 2022. URL consultato il 13 agosto 2022.
224. ↑   Elezioni: Maraio, da Psi ok a lista con Pd, Art.1, Demos, in ANSA, 29 luglio 2022. URL consultato il 29 luglio 2022 (archiviato il 27 agosto 2018).
225. ↑   Elezioni: Letta, possiamo vincere, bene lista comune con Mdp e Psi, in ANSA, 29 luglio 2022. URL consultato il 29 luglio 2022 (archiviato il 29 luglio 2022).
226. ↑   Enzo Maraio chiede la fiducia, partito spaccato. Al Consiglio si sfiora la rissa, su cronachesalerno.it, 17 ottobre 2022. URL consultato il 18 maggio 2024.
227. ↑  https://www.quotidianosociale.it/ragusa-il-psi-sostiene-la-candidatura-di-riccardo-schinina/
228. ↑   Speciale Elezioni Regionali 2024: tutti i risultati Abruzzo - La Repubblica, su elezioni.repubblica.it. URL consultato il 12 giugno 2024.
229. ↑   Luca Sebastiani, Elezioni Abruzzo, i risultati dei partiti moderati e di centro: Forza Italia cresce, Azione arriva al 4%, Italia Viva non va, su Il Riformista, 11 marzo 2024. URL consultato il 12 giugno 2024.
230. ↑   TORNANO I SOCIALISTI, su Avanti, 23 aprile 2024. URL consultato il 24 aprile 2024.
231. ↑   IV Più Europa Libdem e Partito Socialista Italiano per Pentenero, su ilTorinese, 24 aprile 2024. URL consultato il 24 aprile 2024.
232. ↑   Luca Frasacco, Stati Uniti d'Europa presenta il nuovo simbolo, Bonino: "Speravo che Calenda superasse le polemiche", su Il Riformista, 20 aprile 2024. URL consultato il 20 aprile 2024.
233. ↑  Eligendo: SUE
234. ↑  Dal Manifesto dei Valori, "Il socialismo democratico è oggi di attualità per saldare le attese delle vecchie e delle nuove generazioni, per dare un contributo a una moderna società della conoscenza, per riaffermare, insieme alla battaglia per nuovi diritti, l’etica dei doveri e della responsabilità"
235. ↑   Savona ricorda il 90º anniversario della fuga di Turati, in la Repubblica, 10 dicembre 2016. URL consultato il 24 dicembre 2020 (archiviato il 24 dicembre 2020).
236. ↑   Roberto Ginex, Socialisti di Nencini a congresso per la riconferma del segretario uscente. Polemico Bobo Craxi., in Il Sito di Sicilia, 19 marzo 2017. URL consultato il 24 dicembre 2020 (archiviato il 24 dicembre 2020).
237. ↑   Emmanuel Zappulla, Una “Colonna” socialista, Carlo Alberto Rosselli, in Avanti!, 20 marzo 2020. URL consultato il 24 dicembre 2020 (archiviato il 24 dicembre 2020).
238. ↑   Walter Galbusera, La lezione dei Rosselli e il «Socialisme libéral», in il Giornale, 11 ottobre 2017. URL consultato il 24 dicembre 2020 (archiviato il 24 dicembre 2020).
239. ↑   Massimo L. Salvatori, Il martire del fascismo che divise la sinistra, in la Repubblica, 10 giugno 2014. URL consultato il 24 dicembre 2020 (archiviato il 24 dicembre 2020).
240. ↑  https://fondazionenenni.it/eventi/92-anniversario-matteotti
241. ↑   Il Psi ricorda Giacomo Matteotti, si commemora il 96º anniversario della morte, in Cesena Today, 9 giugno 2017. URL consultato il 24 dicembre 2020 (archiviato il 24 dicembre 2020).
242. ↑   Pietro Nenni ricordato a Firenze e Faenza – appuntamenti, in Avanti!, 4 febbraio 2016. URL consultato il 24 dicembre 2020 (archiviato il 24 dicembre 2020).
243. ↑  https://fondazionenenni.it/eventi/claudio-martelli-e-il-nuovo-presidente-della-fondazione-nenni
244. ↑   Paolo Guzzanti, L'uomo dei diritti civili, in la Repubblica, 6 dicembre 1985. URL consultato il 25 dicembre 2020 (archiviato il 25 dicembre 2020).
245. ↑   Valter Vecellio, Laico, libero e radicale, Loris Fortuna una vita per i diritti civili, in Il Dubbio, 5 dicembre 2019. URL consultato il 25 dicembre 2020 (archiviato il 25 dicembre 2020).
246. ↑   Svezia. 32 anni fa cadde nel mistero Olof Palme, in Avanti!, 1º marzo 2018. URL consultato il 25 dicembre 2020 (archiviato il 25 dicembre 2020).
247. ↑   Felice Besostri, La lezione socialista di Olof Palme, in Left, 3 maggio 2019. URL consultato il 25 dicembre 2020 (archiviato il 25 dicembre 2020).
248. ↑   Salvatore Rondello, Il giovane Pertini, combattente per la libertà, in Avanti!, 25 settembre 2019. URL consultato il 25 dicembre 2020 (archiviato il 25 dicembre 2020).
249. ↑  https://www.luccaindiretta.it/politica/2023/10/18/no-alla-mozione-per-una-strada-a-pertini-martinelli-psi-finiti-i-dubbi-sulla-connotazione-di-destra-della-maggioranza/374011/
250. ↑   Centrosinistra, Nencini: Veltroni mette nel tritacarte la storia del '900, in Rai News 24, 26 febbraio 2017. URL consultato il 25 dicembre 2020 (archiviato il 25 dicembre 2020).
251. ↑   Stefania Craxi, Saragat, l'uomo che lasciò il Psi per difendere libertà e giustizia, in Il Giornale, 9 gennaio 2007. URL consultato il 25 dicembre 2020 (archiviato il 25 dicembre 2020).
252. ↑  https://www.vipiu.it/leggi/casa-scuola-ospedali-luca-fanto-psi-vicenza-a-35-anni-dalla-morte-ricordiamo-giuseppe-saragat/
253. ↑   Psi Bari. La lezione di Willy Brandt, in Avanti!, 18 giugno 2019. URL consultato il 25 dicembre 2020 (archiviato il 25 dicembre 2020).
254. ↑   Vincenzo Carriero, Democrazia e socialismo, secondo Norberto Bobbio, in Avanti!, 9 settembre 2020. URL consultato il 25 dicembre 2020 (archiviato il 25 dicembre 2020).
255. ↑   Monica Rubino, Nencini: «Craxi e Di Maio? Imparagonabili. Al Pd manca una visione», in la Repubblica, 14 febbraio 2018. URL consultato il 25 dicembre 2020 (archiviato il 25 dicembre 2020).
256. ↑   Bettino Craxi, le riforme e la governabilità, in Avanti!, 30 ottobre 2019. URL consultato il 25 dicembre 2020 (archiviato il 25 dicembre 2020).
257. ↑   Un valore aggiunto per la Sinistra italiana, in Avanti!, 23 novembre 2019. URL consultato il 25 dicembre 2020 (archiviato il 25 dicembre 2020).
258. ↑   Milano, Sezione PSI intitolata a Bettino Craxi, in Avanti!, 10 dicembre 2019. URL consultato il 25 dicembre 2020 (archiviato il 25 dicembre 2020).
259. ↑  https://www.ilriformista.it/noi-figli-della-rivoluzione-di-craxi-339452/
260. ↑   Psi chiede che Pannella diventi senatore, in ANSA, 17 aprile 2016. URL consultato il 25 dicembre 2020 (archiviato il 25 dicembre 2020).
261. ↑   Massimo Vanni, Firenze dice addio a Lagorio, il Granduca del Psi, in la Repubblica, 7 gennaio 2017. URL consultato il 25 dicembre 2020 (archiviato il 25 dicembre 2020).
262. ↑   PARTITO SOCIALISTA ITALIANO (PSI) - LIBERALI PER L'ITALIA (PLI), su camera.it, Camera dei deputati, 17 ottobre 2015. URL consultato il 17 ottobre 2015 (archiviato il 17 ottobre 2015).
263. ↑   Gruppo misto XVIII Legislatura (dal 23 marzo 2018), su senato.it, Senato della Repubblica, 23 marzo 2018. URL consultato l'8 aprile 2019.